# Levon Aronian
Levon ou Lévon Aronian (en arménien : Լևոն Արոնյան) est un joueur d'échecs arménien, né le 6 octobre 1982 à Erevan (RSS d'Arménie, URSS).
Il a remporté les titres de champion du monde junior (en 2002) et de champion du monde de blitz (en 2010) ainsi que deux coupes du monde (2005 et 2017).
Il annonce en février 2021, qu'il s'installe à Saint-Louis aux États-Unis et qu'il représentera la Fédération américaine des échecs à l'avenir. En décembre 2021, il rejoint officiellement la Fédération américaine des échecs.
En mars 2014, son classement Elo est de 2 830 points, faisant de lui le 2e joueur mondial, le sixième joueur à dépasser les 2 800 points au classement Elo et le numéro 1 arménien.
Au 17 novembre 2024, il est le cinquième joueur américain et le quatorzième joueur mondial avec un classement Elo de 2 739 points.

## Carrière

### Champion du monde junior et champion d'Arménie (2002)
En 1994, il devient champion du monde des moins de 12 ans à Szeged avec 8 points sur 9 possibles, devant d'autres futurs grands maîtres, comme Étienne Bacrot, Ruslan Ponomariov, Francisco Vallejo Pons et Aleksandr Grichtchouk.
En 1997, Aronian obtient le titre de maître international. En 1998, il remporte le championnat d'Europe d'échecs junior à Erevan.
En 2000, Aronian obtient le titre de grand maître international.
En 2002, il devient champion du monde junior à Goa avec 10/13 devant Luke McShane, Surya Ganguly, Artyom Timofeev, Bu Xiangzhi, Pentala Harikrishna et d'autres. Il remporte aussi la même année le championnat d'Arménie.

### Championnats du monde et tournois des candidats

#### Participation au championnat du monde FIDE (1999 et 2004)
En 1999, Levon Aronian est choisi par le responsable pour l'Europe auprès de la Fédération internationale pour participer au championnat du monde à élimination directe disputé à Las Vegas. Il est battu au deuxième tour par Jan Timman.
En 2000, Aronian est éliminé lors du tournoi zonal de Erevan. En 2001, il marque 6,5 points sur 13 au championnat d'Europe d'échecs individuel à Ohrid qui est le tournoi zonal pour l'Europe. Ce résultat l'élimine du cycle du championnat du monde 2001-2002.
En 2004, Aronian remporte la médaille de bronze au championnat d'Europe d'échecs individuel ce qui le qualifie pour le championnat du monde  de la Fédération internationale des échecs 2004.
En juin-juillet 2004, il atteint le 3e tour du championnat du monde FIDE à Tripoli avant de se faire éliminer par Pavel Smirnov.

#### Vainqueur de la coupe du monde (2005 et 2017)
En 2005, Aronian remporte pour la deuxième fois la médaille de bronze au championnat d'Europe d'échecs individuel.
En juillet 2005 et octobre 2005, il est dixième au classement Elo.
À la fin de l'année 2005, en novembre-décembre, il remporte la Coupe du monde d'échecs 2005 (compétition par élimination directe) à Khanty-Mansiïsk, en Russie, en battant Ruslan Ponomariov en finale grâce à un départage en parties rapides, se qualifiant ainsi pour les matchs des candidats au championnat du monde 2007.
| Année | Lieu                             | Résultat                                                 | Ultime adversaire                                        | Adversaires battus |
| ----- | -------------------------------- | -------------------------------------------------------- | -------------------------------------------------------- | --- |
| 1999  | Las Vegas                        | deuxième tour                                            | Jan Timman                                               | Eduardas Rozentalis |
| 2004  | Tripoli                          | troisième tour                                           | Pavel Smirnov                                            | Magnus Carlsen, Gadir Gousseinov |
| 2005  | Khanty-Mansiïsk (coupe du monde) | Vainqueur                                                | Ruslan Ponomariov                                        | Ali Frhat, Darmen Sadvakassov, Aleksandr Arechtchenko, Francisco Vallejo Pons Mikhaïl Gourevitch, Étienne Bacrot, Ruslan Ponomariov |
| 2007  | Khanty-Mansiïsk (coupe du monde) | quatrième tour (huitième de finale)                      | Dmitri Iakovenko                                         | Juan Pablo Hobaica, Jan Gustafsson, Ernesto Inarkiev                                                                                |
| 2009  | Khanty-Mansiïsk (coupe du monde) | Aronian est absent de la coupe du monde en 2009 et 2011. | Aronian est absent de la coupe du monde en 2009 et 2011. | Aronian est absent de la coupe du monde en 2009 et 2011.                                                                            |
| 2011  | Kazan (matchs des candidats)     | premier tour                                             | Aleksandr Grichtchouk                                    | |
| 2013  | Tromsø (coupe du monde)          | troisième tour                                           | Ievgueni Tomachevski                                     | Mikhaïl Markov, Igor Lyssy |
| 2015  | Bakou                            | deuxième tour                                            | Aleksandr Arechtchenko                                   | Michael Wiedenkeller |
| 2017  | Tbilissi (coupe du monde)        | Vainqueur                                                | Ding Liren                                               | Daniel Cawdery, Hou Yifan, Maksim Matlakov, Daniil Doubov, Vassili Ivantchouk, Maxime Vachier-Lagrave, Ding Liren                   |
| 2019  | Khanty-Mansiïsk (coupe du monde) | quart de finale                                          | Maxime Vachier-Lagrave                                   | Essam El-Gindy, Parham Maghsoodloo Maksim Matlakov, Lê Quang Liêm                                                                   |

#### Participation au championnat du monde de 2007
Lors du tournoi des candidats disputé à Elista en mai-juin 2007, Aronian se qualifie pour le championnat du monde en battant successivement le jeune prodige norvégien Magnus Carlsen au départage et Alexeï Chirov au deuxième tour. En septembre 2007, au championnat du monde disputé sous forme de tournoi à deux tours à Mexico, il termine à la 6e-7e place sur 8 participants avec 6 points sur 14 (+2 =8 -4).

#### Troisième du tournoi des candidats (2013)

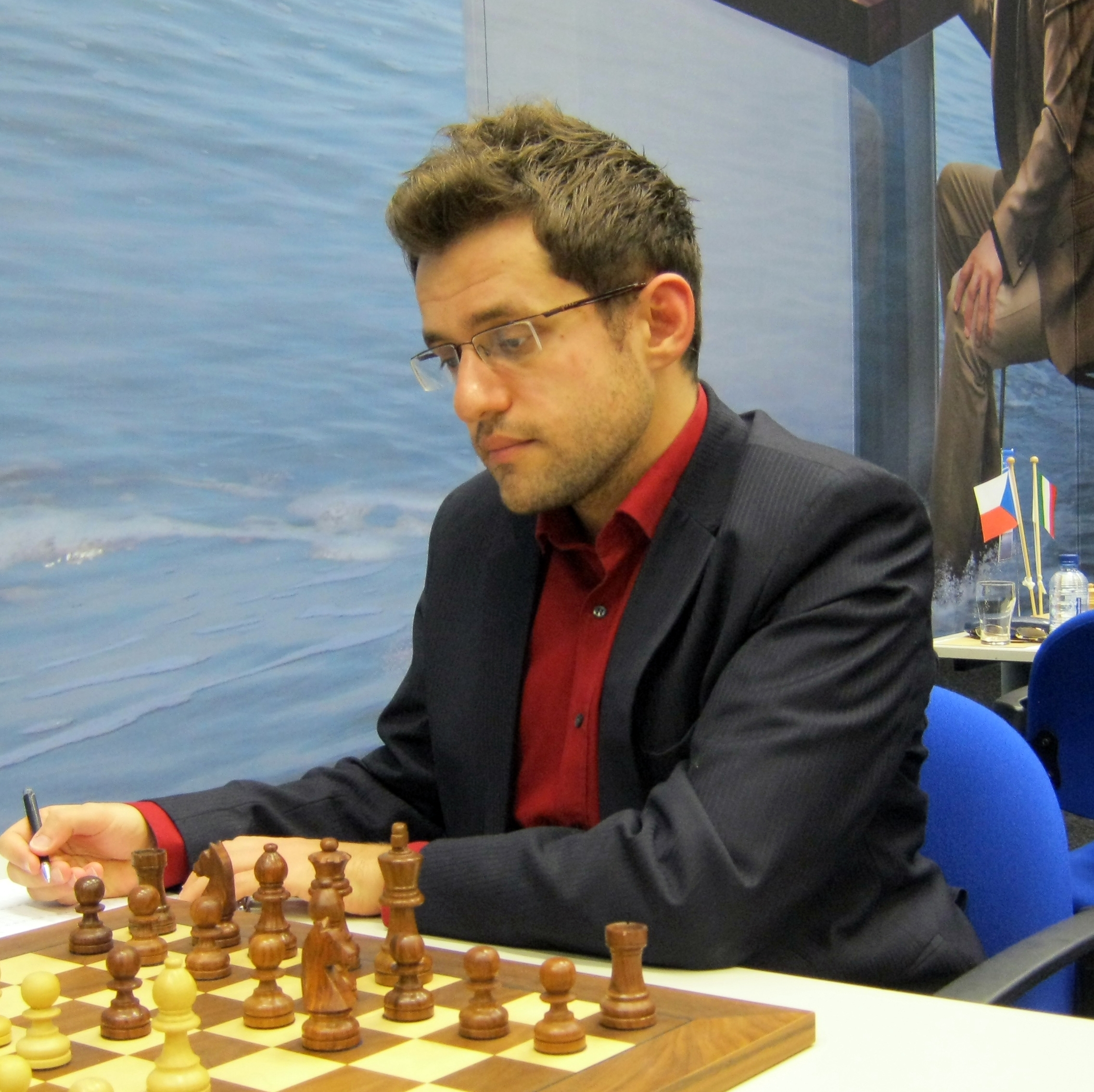
Levon Aronian en 2012

Vainqueur du Grand Prix FIDE 2008-2010, Aronian est sélectionné pour participer aux matchs des candidats de 2011 avec sept autres joueurs. Il est éliminé en quarts de finale (au premier tour) le 9 mai par Aleksandr Grichtchouk lors des parties rapides de départage 1,5-2,5 (+1 =1 -2) après égalité 2-2 (4 nulles) en parties classiques,.
En mars 2013, il termine troisième du tournoi des candidats de Londres, derrière Carlsen et Kramnik.
En mars 2014, il finit 6e-7e sur huit participants du tournoi des candidats de Khanty-Mansiïsk avec 6,5 points sur 14.
En mars 2016, à Moscou, il partage la 4e-7e place du tournoi des candidats avec la moitié des points (7 points sur 14).
En septembre 2017, il remporte la coupe du monde à Tbilissi en s'imposant en finale face à Ding Liren, ce qui le qualifie pour le tournoi des candidats.
En mars 2018, à Berlin , Aronian finit dernier du tournoi des candidats avec 4,5 points sur 14 (une victoire sur Kariakine et six défaites).

### Compétitions rapides, blitz et à l'aveugle

#### Triple vainqueur du tournoi Amber
En mars 2008, Aronian remporte pour la première fois le Tournoi d'échecs Amber, qui combine des parties rapides et des parties à l'aveugle à Nice, avec deux points et demi d'avance sur Magnus Carlsen, Vladimir Kramnik, Péter Lékó et Veselin Topalov.
En mars 2009, il termine à nouveau premier du tournoi Melody Amber devant Vladimir Kramnik et Viswanathan Anand.
En 2011, il remporte la dernière édition du tournoi Amber disputée à Monte-Carlo.

#### Champion du monde de blitz 2010
En 2010, à Moscou, lors du Mémorial Tal, il devient champion du monde de blitz devant Teimour Radjabov et Magnus Carlsen.

#### Tournois rapides et blitz du Grand Chess Tour
En 2017, Aronian remporte le tournoi rapide et blitz de Saint-Louis faisant partie du Grand Chess Tour 2017. En 2019, il remporte les tournois rapides et blitz de Saint-Louis et Bucarest (Superbet Rapid & Blitz) et se qualifie pour la finale à quatre de Londres et finit quatrième du classement du Grand Chess Tour 2019.
Aronian remporte de nouveau le tournoi de Saint-Louis du Grand Chess Tour en 2025.

#### Autres tournois rapides et blitz
En juin 2008, Aronian remporta le tournoi mémorial Karen Asrian rapide et blitz à Erevan devant Peter Leko, suivi de Morozevitch et Guelfand.
En août 2009, à Mayence, il remporte le tournoi rapide Chess Classic de Mayence, baptisé « championnat du monde Grenkeleasing de parties rapides » par son sponsor, tournoi à quatre remporté devant Ian Nepomniachtchi, Viswanathan Anand et Arkadij Naiditsch, battant Ian Nepomniachtchi en finale.

### Tournois internationaux

#### Vainqueur du festival de Gibraltar (2005 et 2018)
En 2005, Aronian partage la première place du tournoi Gibtele.com Gibraltar avec Zahar Efimenko, Kiril Georgiev, Alexeï Chirov et Emil Sutovsky.
Il remporte un deuxième titre à Gibraltar en janvier 2018 en battant Maxime Vachier-Lagrave lors du départage pour la première place.

#### Vainqueur du tournoi de Linares (2006)
En mars 2006, Aronian remporte le tournoi de Linares, le plus fort tournoi du monde (catégorie 20, moyenne Elo 2732), un demi-point devant Teimour Radjabov et le champion du monde FIDE Veselin Topalov.

#### Vainqueur du mémorial Tal (2006 et 2010)
En 2006, et 2010, Aronian remporte le mémorial Tal, ex æquo avec Leko et Ponomariov en 2006, et avec Kariakine et Mamedyarov en 2010.
En novembre 2011 il termine premier ex æquo du Mémorial Tal 2011, considéré comme un des plus forts tournois de tous les temps de catégorie 22, ex æquo avec Carlsen, par 5½ points sur 9 (=7, +2), mais deuxième au départage (nombre de parties disputées avec les Noirs).

#### Quadruple vainqueur du tournoi de Wijk aan Zee

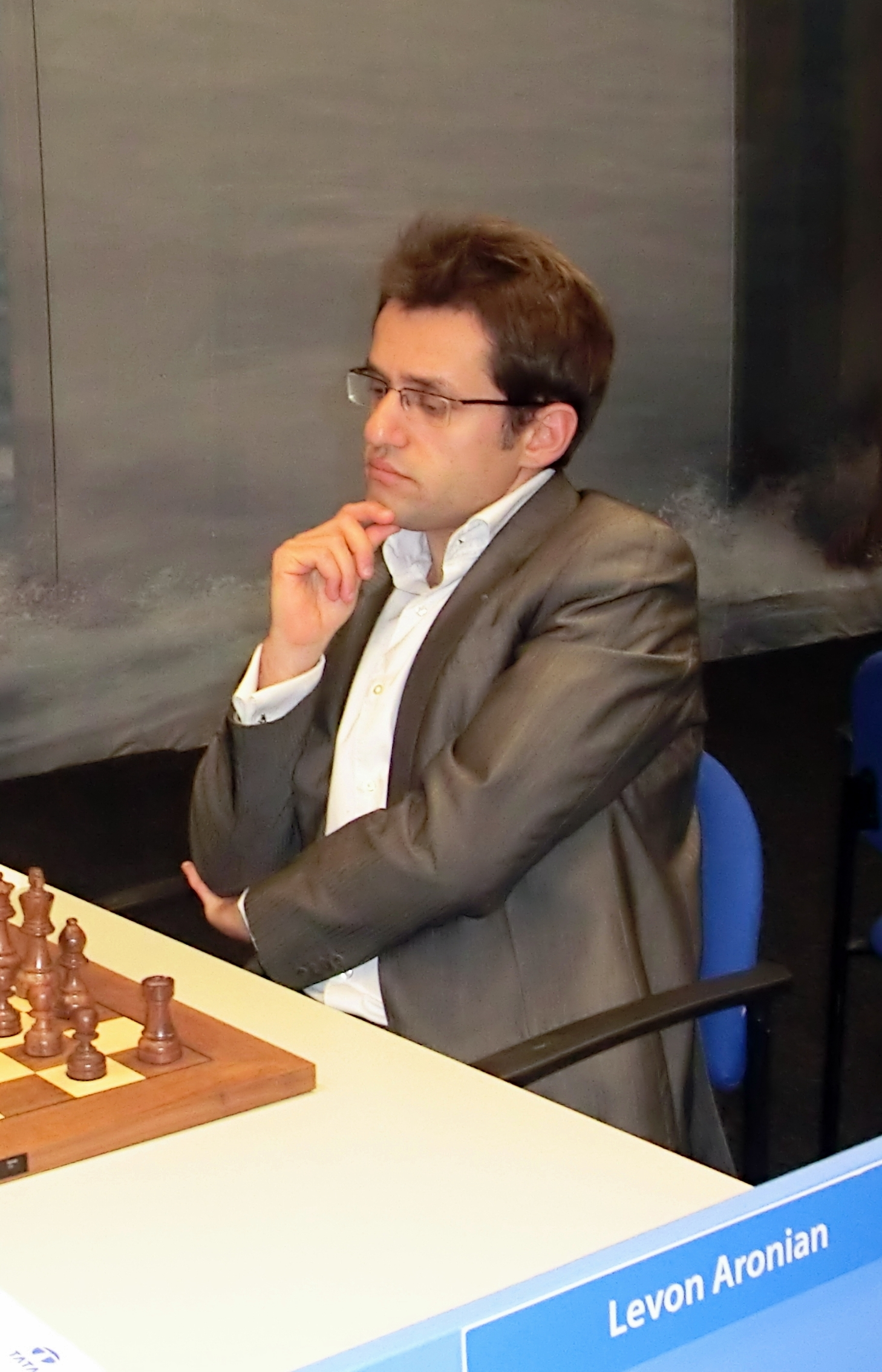
Levon Aronian au tournoi de Wijk aan Zee en 2013

En 2007, il gagne le prestigieux Tournoi Corus à Wijk aan Zee, en compagnie de Veselin Topalov et Teimour Radjabov.
En janvier 2008, il remporte à nouveau le tournoi de Wijk aan Zee, ex æquo avec Magnus Carlsen.  Le 1er septembre 2009, il devient le 3e joueur mondial avec un classement Elo de 2 773.
En janvier 2012, second au classement mondial, Aronian remporte le tournoi de Wijk aan Zee, appelé du nom du sponsor depuis 2011 « tournoi Tata Steel », en marquant 9 points sur 13 (+7, =4, -2) et une performance à 2 891. Il est un point devant les seconds à 8/13 que sont Caruana, Radjabov et le numéro 1 mondial Carlsen, dont il se rapproche au classement mondial bien que celui-ci l'ait battu lors de leur confrontation de ce tournoi.
En janvier 2013, Aronian finit deuxième du tournoi de Wijk aan Zee avec 8.5/13 (+5, =7, -1) derrière Carlsen (10/13) et devant Anand et Kariakine (8/13), avec une performance à 2 836.
En janvier 2014, il remporte à une ronde de la fin le tournoi de Wijk aan Zee.

#### Tournois des Grands Prix FIDE
En 2009-2010, Aronian termine premier du grand Prix FIDE 2008-2010 en remportant deux tournois (Sotchi 2008 et Naltchik 2009) et finissant deuxième ex æquo du tournoi de Djermouk 2009.
Lors du Grand Prix FIDE 2017, Aronian  remporta le tournoi de Palma de Majorque, quatrième tournoi du Grand Prix, à égalité avec Dmitri Iakovenko.
Lors du Grand Prix FIDE 2019, Aronian est éliminé au premier tour à Moscou et à Riga. Il est forfait pour raison médicales lors du dernier tournoi à Jerusalem.
Lors du Grand Prix FIDE 2022, Aronian est battu en finale du premier tournoi de Berlin par Hikaru Nakamura. Lors du dernier tournoi disputé à Berlin, il termine troisième des quatre joueurs de sa poule au premier tour et est éliminé du tournoi.

#### Vainqueur du tournoi de Bilbao (2009 et 2013)
Aronian remporte la finale du Grand Chelem d'échecs de Bilbao en 2009 (13/18, 4 joueurs) devant Grichtchouk et en 2013 (10/18, 4 joueurs) devant Adams.

#### Vainqueur du mémorial Alekhine (2013)
Il remporte en avril-mai 2013 le Mémorial Alekhine (Paris et Saint-Pétersbourg) avec la marque de 5,5/9 (+3, =5, -1) devant Boris Guelfand (5,5/9, le départage se faisant au nombre de parties gagnées) et Viswanathan Anand (5/9), réalisant une performance à 2 818.

#### Vainqueur de la Coupe Sinquefield (2015 et 2018)
Aronian finit premier de la Coupe Sinquefield en 2015 avec 6 points sur 9 et un point d'avance sur Carlsen, Nakamura, Vachier-Lagrave et Giri.
En 2018, avec 5,5 points sur 9, il partage la première place avec Carlsen et Caruana.

#### Troisième du Grand Chess Tour (2015 et 2017)
En 2015, grâce à sa victoire à la Coupe Sinquefield, Aronian finit troisième du classement du Grand Chess Tour 2015. En 2017, il remporte le tournoi rapide et blitz de Saint-Louis et finit troisième du classement du Grand Chess Tour 2017.
En 2018, grâce à sa première place partagée à la Coupe Sinquefield, Aronian se qualifie pour la finale à quatre de Londres et finit quatrième du classement du Grand Chess Tour 2018.

#### Vainqueur des tournois Grenke et Norway Chess (2017)
En 2017, Aronian remporte le tournoi Grenke avec 6 points sur 9, un point devant Caruana et Carlsen.
La même année, en juin, il remporte le tournoi Norway Chess à Stavanger devant Kramnik et Nakamura.

### Compétitions par équipe
En 1999, il remporte le championnat d'Europe d'échecs des nations avec l'équipe d'Arménie.
En 2005, il réalise une performance Elo de 2 850 au championnat de Russie par équipes (+5 =3).

#### Vainqueur de la Coupe d'Europe des clubs (2005 et 2015)
Aronian remporte la coupe d'Europe des clubs d'échecs en 2005 avec l'équipe russe de Tomsk-400 (1er échiquier) et en 2015 avec l'équipe russe du Siberia Novossibirsk (au deuxième échiquier).
Le 1er novembre 2010, après son excellent résultat en coupe d'Europe des clubs, il devient le sixième joueur à dépasser les 2 800.

#### Vainqueur des olympiades avec l'Arménie (2006, 2008 et 2012)
Il contribue également grandement à la victoire de l'équipe arménienne lors de l'Olympiade d'échecs de 2006. Deux ans plus tard, il mène l'équipe d'Arménie qui remporte de nouveau l'olympiade à Dresde.

### Matchs contre Kramnik
En 2007, Aronian bat le champion du monde Vladimir Kramnik dans un match de 6 parties rapides disputé à Erevan du 4 au 6 mai 2007 (3 victoires, une défaite et deux parties nulles).
En avril 2012, il fait match nul avec Kramnik lors de la première édition du Zurich Chess Challenge (un match en six parties).

### Échecs aléatoires Fischer
En 2003, Aronian remporte le tournoi open d'échecs aléatoires Fischer à Mayence, ce qui le qualifie pour le match de championnat du monde WNCA (World New Chess Association) de cette variante du jeu d'échecs qu'il perd l'année suivante contre Peter Svidler, sur le score de 4,5-3,5.
Il gagne encore une fois l'open en 2005, ce qui lui vaut de jouer à nouveau contre le champion en titre, Svidler. Il gagne cette fois sur le score de 5-3 pour devenir le champion du monde Chess960 de la WNCA.
Il défend son titre avec succès en 2007 face à Viswanathan Anand.
En 2009, à Mayence, il est battu aux parties de départage du championnat du monde WNCA d’échecs 960 rapides par Hikaru Nakamura (0,5-3,5), les deux joueurs partageant la première place avec 4/6.

### Tournois en ligne
Levon Aronian est arrivé deuxième du tournoi d’échecs en ligne Airthings Masters après avoir perdu contre l’azerbaïdjanais Teimour Radjabov en finale.
En juillet 2021, Aronian remporte le tournoi Goldmoney Asian Rapid faisant partie du Champions Chess Tour 2020-2021. Il finit deuxième du classement final à l'issue du dernier tournoi.
En juillet 2022, il remporte le tournoi FTX Road to Miami faisant partie du Champions Chess Tour 2022.

## Exemples de parties

### Ivan Sokolov - Aronian, 2006
Lors de l'Olympiade d'échecs de 2006 à Turin, Levon Aronian se distingua particulièrement en battant Ivan Sokolov (2 676), un joueur du top mondial, avec les noirs en réfléchissant moins de onze minutes pour toute la partie. Son équipe qui représentait l'Arménie remporta cette olympiade. Cette anecdote montre aussi le haut degré de préparation de ce joueur.
Ivan Sokolov-Aronian, Olympiade d'échecs de Turin 2006
|   | a | b | c | d | e | f | g | h |   |
| 8 | Tour noire sur case blanche a8 · Roi noir sur case blanche e8 · Tour noire sur case noire h8 · Pion noir sur case noire a7 · Pion noir sur case blanche b7 · Pion noir sur case blanche f7 · Dame noire sur case noire f6 · Pion noir sur case noire h6 · Fou noir sur case noire a5 · Pion blanc sur case noire c5 · Pion noir sur case blanche d5 · Fou noir sur case blanche f5 · Pion noir sur case noire g5 · Pion blanc sur case noire b4 · Cavalier noir sur case blanche e4 · Pion blanc sur case noire a3 · Fou blanc sur case noire g3 · Pion blanc sur case blanche e2 · Pion blanc sur case noire f2 · Pion blanc sur case blanche g2 · Pion blanc sur case noire h2 · Tour blanche sur case noire a1 · Dame blanche sur case noire c1 · Roi blanc sur case noire e1 · Fou blanc sur case blanche f1 · Cavalier blanc sur case noire g1 · Tour blanche sur case blanche h1 | Tour noire sur case blanche a8 · Roi noir sur case blanche e8 · Tour noire sur case noire h8 · Pion noir sur case noire a7 · Pion noir sur case blanche b7 · Pion noir sur case blanche f7 · Dame noire sur case noire f6 · Pion noir sur case noire h6 · Fou noir sur case noire a5 · Pion blanc sur case noire c5 · Pion noir sur case blanche d5 · Fou noir sur case blanche f5 · Pion noir sur case noire g5 · Pion blanc sur case noire b4 · Cavalier noir sur case blanche e4 · Pion blanc sur case noire a3 · Fou blanc sur case noire g3 · Pion blanc sur case blanche e2 · Pion blanc sur case noire f2 · Pion blanc sur case blanche g2 · Pion blanc sur case noire h2 · Tour blanche sur case noire a1 · Dame blanche sur case noire c1 · Roi blanc sur case noire e1 · Fou blanc sur case blanche f1 · Cavalier blanc sur case noire g1 · Tour blanche sur case blanche h1 | Tour noire sur case blanche a8 · Roi noir sur case blanche e8 · Tour noire sur case noire h8 · Pion noir sur case noire a7 · Pion noir sur case blanche b7 · Pion noir sur case blanche f7 · Dame noire sur case noire f6 · Pion noir sur case noire h6 · Fou noir sur case noire a5 · Pion blanc sur case noire c5 · Pion noir sur case blanche d5 · Fou noir sur case blanche f5 · Pion noir sur case noire g5 · Pion blanc sur case noire b4 · Cavalier noir sur case blanche e4 · Pion blanc sur case noire a3 · Fou blanc sur case noire g3 · Pion blanc sur case blanche e2 · Pion blanc sur case noire f2 · Pion blanc sur case blanche g2 · Pion blanc sur case noire h2 · Tour blanche sur case noire a1 · Dame blanche sur case noire c1 · Roi blanc sur case noire e1 · Fou blanc sur case blanche f1 · Cavalier blanc sur case noire g1 · Tour blanche sur case blanche h1 | Tour noire sur case blanche a8 · Roi noir sur case blanche e8 · Tour noire sur case noire h8 · Pion noir sur case noire a7 · Pion noir sur case blanche b7 · Pion noir sur case blanche f7 · Dame noire sur case noire f6 · Pion noir sur case noire h6 · Fou noir sur case noire a5 · Pion blanc sur case noire c5 · Pion noir sur case blanche d5 · Fou noir sur case blanche f5 · Pion noir sur case noire g5 · Pion blanc sur case noire b4 · Cavalier noir sur case blanche e4 · Pion blanc sur case noire a3 · Fou blanc sur case noire g3 · Pion blanc sur case blanche e2 · Pion blanc sur case noire f2 · Pion blanc sur case blanche g2 · Pion blanc sur case noire h2 · Tour blanche sur case noire a1 · Dame blanche sur case noire c1 · Roi blanc sur case noire e1 · Fou blanc sur case blanche f1 · Cavalier blanc sur case noire g1 · Tour blanche sur case blanche h1 | Tour noire sur case blanche a8 · Roi noir sur case blanche e8 · Tour noire sur case noire h8 · Pion noir sur case noire a7 · Pion noir sur case blanche b7 · Pion noir sur case blanche f7 · Dame noire sur case noire f6 · Pion noir sur case noire h6 · Fou noir sur case noire a5 · Pion blanc sur case noire c5 · Pion noir sur case blanche d5 · Fou noir sur case blanche f5 · Pion noir sur case noire g5 · Pion blanc sur case noire b4 · Cavalier noir sur case blanche e4 · Pion blanc sur case noire a3 · Fou blanc sur case noire g3 · Pion blanc sur case blanche e2 · Pion blanc sur case noire f2 · Pion blanc sur case blanche g2 · Pion blanc sur case noire h2 · Tour blanche sur case noire a1 · Dame blanche sur case noire c1 · Roi blanc sur case noire e1 · Fou blanc sur case blanche f1 · Cavalier blanc sur case noire g1 · Tour blanche sur case blanche h1 | Tour noire sur case blanche a8 · Roi noir sur case blanche e8 · Tour noire sur case noire h8 · Pion noir sur case noire a7 · Pion noir sur case blanche b7 · Pion noir sur case blanche f7 · Dame noire sur case noire f6 · Pion noir sur case noire h6 · Fou noir sur case noire a5 · Pion blanc sur case noire c5 · Pion noir sur case blanche d5 · Fou noir sur case blanche f5 · Pion noir sur case noire g5 · Pion blanc sur case noire b4 · Cavalier noir sur case blanche e4 · Pion blanc sur case noire a3 · Fou blanc sur case noire g3 · Pion blanc sur case blanche e2 · Pion blanc sur case noire f2 · Pion blanc sur case blanche g2 · Pion blanc sur case noire h2 · Tour blanche sur case noire a1 · Dame blanche sur case noire c1 · Roi blanc sur case noire e1 · Fou blanc sur case blanche f1 · Cavalier blanc sur case noire g1 · Tour blanche sur case blanche h1 | Tour noire sur case blanche a8 · Roi noir sur case blanche e8 · Tour noire sur case noire h8 · Pion noir sur case noire a7 · Pion noir sur case blanche b7 · Pion noir sur case blanche f7 · Dame noire sur case noire f6 · Pion noir sur case noire h6 · Fou noir sur case noire a5 · Pion blanc sur case noire c5 · Pion noir sur case blanche d5 · Fou noir sur case blanche f5 · Pion noir sur case noire g5 · Pion blanc sur case noire b4 · Cavalier noir sur case blanche e4 · Pion blanc sur case noire a3 · Fou blanc sur case noire g3 · Pion blanc sur case blanche e2 · Pion blanc sur case noire f2 · Pion blanc sur case blanche g2 · Pion blanc sur case noire h2 · Tour blanche sur case noire a1 · Dame blanche sur case noire c1 · Roi blanc sur case noire e1 · Fou blanc sur case blanche f1 · Cavalier blanc sur case noire g1 · Tour blanche sur case blanche h1 | Tour noire sur case blanche a8 · Roi noir sur case blanche e8 · Tour noire sur case noire h8 · Pion noir sur case noire a7 · Pion noir sur case blanche b7 · Pion noir sur case blanche f7 · Dame noire sur case noire f6 · Pion noir sur case noire h6 · Fou noir sur case noire a5 · Pion blanc sur case noire c5 · Pion noir sur case blanche d5 · Fou noir sur case blanche f5 · Pion noir sur case noire g5 · Pion blanc sur case noire b4 · Cavalier noir sur case blanche e4 · Pion blanc sur case noire a3 · Fou blanc sur case noire g3 · Pion blanc sur case blanche e2 · Pion blanc sur case noire f2 · Pion blanc sur case blanche g2 · Pion blanc sur case noire h2 · Tour blanche sur case noire a1 · Dame blanche sur case noire c1 · Roi blanc sur case noire e1 · Fou blanc sur case blanche f1 · Cavalier blanc sur case noire g1 · Tour blanche sur case blanche h1 | 8 |
| 7 | Tour noire sur case blanche a8 · Roi noir sur case blanche e8 · Tour noire sur case noire h8 · Pion noir sur case noire a7 · Pion noir sur case blanche b7 · Pion noir sur case blanche f7 · Dame noire sur case noire f6 · Pion noir sur case noire h6 · Fou noir sur case noire a5 · Pion blanc sur case noire c5 · Pion noir sur case blanche d5 · Fou noir sur case blanche f5 · Pion noir sur case noire g5 · Pion blanc sur case noire b4 · Cavalier noir sur case blanche e4 · Pion blanc sur case noire a3 · Fou blanc sur case noire g3 · Pion blanc sur case blanche e2 · Pion blanc sur case noire f2 · Pion blanc sur case blanche g2 · Pion blanc sur case noire h2 · Tour blanche sur case noire a1 · Dame blanche sur case noire c1 · Roi blanc sur case noire e1 · Fou blanc sur case blanche f1 · Cavalier blanc sur case noire g1 · Tour blanche sur case blanche h1 | Tour noire sur case blanche a8 · Roi noir sur case blanche e8 · Tour noire sur case noire h8 · Pion noir sur case noire a7 · Pion noir sur case blanche b7 · Pion noir sur case blanche f7 · Dame noire sur case noire f6 · Pion noir sur case noire h6 · Fou noir sur case noire a5 · Pion blanc sur case noire c5 · Pion noir sur case blanche d5 · Fou noir sur case blanche f5 · Pion noir sur case noire g5 · Pion blanc sur case noire b4 · Cavalier noir sur case blanche e4 · Pion blanc sur case noire a3 · Fou blanc sur case noire g3 · Pion blanc sur case blanche e2 · Pion blanc sur case noire f2 · Pion blanc sur case blanche g2 · Pion blanc sur case noire h2 · Tour blanche sur case noire a1 · Dame blanche sur case noire c1 · Roi blanc sur case noire e1 · Fou blanc sur case blanche f1 · Cavalier blanc sur case noire g1 · Tour blanche sur case blanche h1 | Tour noire sur case blanche a8 · Roi noir sur case blanche e8 · Tour noire sur case noire h8 · Pion noir sur case noire a7 · Pion noir sur case blanche b7 · Pion noir sur case blanche f7 · Dame noire sur case noire f6 · Pion noir sur case noire h6 · Fou noir sur case noire a5 · Pion blanc sur case noire c5 · Pion noir sur case blanche d5 · Fou noir sur case blanche f5 · Pion noir sur case noire g5 · Pion blanc sur case noire b4 · Cavalier noir sur case blanche e4 · Pion blanc sur case noire a3 · Fou blanc sur case noire g3 · Pion blanc sur case blanche e2 · Pion blanc sur case noire f2 · Pion blanc sur case blanche g2 · Pion blanc sur case noire h2 · Tour blanche sur case noire a1 · Dame blanche sur case noire c1 · Roi blanc sur case noire e1 · Fou blanc sur case blanche f1 · Cavalier blanc sur case noire g1 · Tour blanche sur case blanche h1 | Tour noire sur case blanche a8 · Roi noir sur case blanche e8 · Tour noire sur case noire h8 · Pion noir sur case noire a7 · Pion noir sur case blanche b7 · Pion noir sur case blanche f7 · Dame noire sur case noire f6 · Pion noir sur case noire h6 · Fou noir sur case noire a5 · Pion blanc sur case noire c5 · Pion noir sur case blanche d5 · Fou noir sur case blanche f5 · Pion noir sur case noire g5 · Pion blanc sur case noire b4 · Cavalier noir sur case blanche e4 · Pion blanc sur case noire a3 · Fou blanc sur case noire g3 · Pion blanc sur case blanche e2 · Pion blanc sur case noire f2 · Pion blanc sur case blanche g2 · Pion blanc sur case noire h2 · Tour blanche sur case noire a1 · Dame blanche sur case noire c1 · Roi blanc sur case noire e1 · Fou blanc sur case blanche f1 · Cavalier blanc sur case noire g1 · Tour blanche sur case blanche h1 | Tour noire sur case blanche a8 · Roi noir sur case blanche e8 · Tour noire sur case noire h8 · Pion noir sur case noire a7 · Pion noir sur case blanche b7 · Pion noir sur case blanche f7 · Dame noire sur case noire f6 · Pion noir sur case noire h6 · Fou noir sur case noire a5 · Pion blanc sur case noire c5 · Pion noir sur case blanche d5 · Fou noir sur case blanche f5 · Pion noir sur case noire g5 · Pion blanc sur case noire b4 · Cavalier noir sur case blanche e4 · Pion blanc sur case noire a3 · Fou blanc sur case noire g3 · Pion blanc sur case blanche e2 · Pion blanc sur case noire f2 · Pion blanc sur case blanche g2 · Pion blanc sur case noire h2 · Tour blanche sur case noire a1 · Dame blanche sur case noire c1 · Roi blanc sur case noire e1 · Fou blanc sur case blanche f1 · Cavalier blanc sur case noire g1 · Tour blanche sur case blanche h1 | Tour noire sur case blanche a8 · Roi noir sur case blanche e8 · Tour noire sur case noire h8 · Pion noir sur case noire a7 · Pion noir sur case blanche b7 · Pion noir sur case blanche f7 · Dame noire sur case noire f6 · Pion noir sur case noire h6 · Fou noir sur case noire a5 · Pion blanc sur case noire c5 · Pion noir sur case blanche d5 · Fou noir sur case blanche f5 · Pion noir sur case noire g5 · Pion blanc sur case noire b4 · Cavalier noir sur case blanche e4 · Pion blanc sur case noire a3 · Fou blanc sur case noire g3 · Pion blanc sur case blanche e2 · Pion blanc sur case noire f2 · Pion blanc sur case blanche g2 · Pion blanc sur case noire h2 · Tour blanche sur case noire a1 · Dame blanche sur case noire c1 · Roi blanc sur case noire e1 · Fou blanc sur case blanche f1 · Cavalier blanc sur case noire g1 · Tour blanche sur case blanche h1 | Tour noire sur case blanche a8 · Roi noir sur case blanche e8 · Tour noire sur case noire h8 · Pion noir sur case noire a7 · Pion noir sur case blanche b7 · Pion noir sur case blanche f7 · Dame noire sur case noire f6 · Pion noir sur case noire h6 · Fou noir sur case noire a5 · Pion blanc sur case noire c5 · Pion noir sur case blanche d5 · Fou noir sur case blanche f5 · Pion noir sur case noire g5 · Pion blanc sur case noire b4 · Cavalier noir sur case blanche e4 · Pion blanc sur case noire a3 · Fou blanc sur case noire g3 · Pion blanc sur case blanche e2 · Pion blanc sur case noire f2 · Pion blanc sur case blanche g2 · Pion blanc sur case noire h2 · Tour blanche sur case noire a1 · Dame blanche sur case noire c1 · Roi blanc sur case noire e1 · Fou blanc sur case blanche f1 · Cavalier blanc sur case noire g1 · Tour blanche sur case blanche h1 | Tour noire sur case blanche a8 · Roi noir sur case blanche e8 · Tour noire sur case noire h8 · Pion noir sur case noire a7 · Pion noir sur case blanche b7 · Pion noir sur case blanche f7 · Dame noire sur case noire f6 · Pion noir sur case noire h6 · Fou noir sur case noire a5 · Pion blanc sur case noire c5 · Pion noir sur case blanche d5 · Fou noir sur case blanche f5 · Pion noir sur case noire g5 · Pion blanc sur case noire b4 · Cavalier noir sur case blanche e4 · Pion blanc sur case noire a3 · Fou blanc sur case noire g3 · Pion blanc sur case blanche e2 · Pion blanc sur case noire f2 · Pion blanc sur case blanche g2 · Pion blanc sur case noire h2 · Tour blanche sur case noire a1 · Dame blanche sur case noire c1 · Roi blanc sur case noire e1 · Fou blanc sur case blanche f1 · Cavalier blanc sur case noire g1 · Tour blanche sur case blanche h1 | 7 |
| 6 | Tour noire sur case blanche a8 · Roi noir sur case blanche e8 · Tour noire sur case noire h8 · Pion noir sur case noire a7 · Pion noir sur case blanche b7 · Pion noir sur case blanche f7 · Dame noire sur case noire f6 · Pion noir sur case noire h6 · Fou noir sur case noire a5 · Pion blanc sur case noire c5 · Pion noir sur case blanche d5 · Fou noir sur case blanche f5 · Pion noir sur case noire g5 · Pion blanc sur case noire b4 · Cavalier noir sur case blanche e4 · Pion blanc sur case noire a3 · Fou blanc sur case noire g3 · Pion blanc sur case blanche e2 · Pion blanc sur case noire f2 · Pion blanc sur case blanche g2 · Pion blanc sur case noire h2 · Tour blanche sur case noire a1 · Dame blanche sur case noire c1 · Roi blanc sur case noire e1 · Fou blanc sur case blanche f1 · Cavalier blanc sur case noire g1 · Tour blanche sur case blanche h1 | Tour noire sur case blanche a8 · Roi noir sur case blanche e8 · Tour noire sur case noire h8 · Pion noir sur case noire a7 · Pion noir sur case blanche b7 · Pion noir sur case blanche f7 · Dame noire sur case noire f6 · Pion noir sur case noire h6 · Fou noir sur case noire a5 · Pion blanc sur case noire c5 · Pion noir sur case blanche d5 · Fou noir sur case blanche f5 · Pion noir sur case noire g5 · Pion blanc sur case noire b4 · Cavalier noir sur case blanche e4 · Pion blanc sur case noire a3 · Fou blanc sur case noire g3 · Pion blanc sur case blanche e2 · Pion blanc sur case noire f2 · Pion blanc sur case blanche g2 · Pion blanc sur case noire h2 · Tour blanche sur case noire a1 · Dame blanche sur case noire c1 · Roi blanc sur case noire e1 · Fou blanc sur case blanche f1 · Cavalier blanc sur case noire g1 · Tour blanche sur case blanche h1 | Tour noire sur case blanche a8 · Roi noir sur case blanche e8 · Tour noire sur case noire h8 · Pion noir sur case noire a7 · Pion noir sur case blanche b7 · Pion noir sur case blanche f7 · Dame noire sur case noire f6 · Pion noir sur case noire h6 · Fou noir sur case noire a5 · Pion blanc sur case noire c5 · Pion noir sur case blanche d5 · Fou noir sur case blanche f5 · Pion noir sur case noire g5 · Pion blanc sur case noire b4 · Cavalier noir sur case blanche e4 · Pion blanc sur case noire a3 · Fou blanc sur case noire g3 · Pion blanc sur case blanche e2 · Pion blanc sur case noire f2 · Pion blanc sur case blanche g2 · Pion blanc sur case noire h2 · Tour blanche sur case noire a1 · Dame blanche sur case noire c1 · Roi blanc sur case noire e1 · Fou blanc sur case blanche f1 · Cavalier blanc sur case noire g1 · Tour blanche sur case blanche h1 | Tour noire sur case blanche a8 · Roi noir sur case blanche e8 · Tour noire sur case noire h8 · Pion noir sur case noire a7 · Pion noir sur case blanche b7 · Pion noir sur case blanche f7 · Dame noire sur case noire f6 · Pion noir sur case noire h6 · Fou noir sur case noire a5 · Pion blanc sur case noire c5 · Pion noir sur case blanche d5 · Fou noir sur case blanche f5 · Pion noir sur case noire g5 · Pion blanc sur case noire b4 · Cavalier noir sur case blanche e4 · Pion blanc sur case noire a3 · Fou blanc sur case noire g3 · Pion blanc sur case blanche e2 · Pion blanc sur case noire f2 · Pion blanc sur case blanche g2 · Pion blanc sur case noire h2 · Tour blanche sur case noire a1 · Dame blanche sur case noire c1 · Roi blanc sur case noire e1 · Fou blanc sur case blanche f1 · Cavalier blanc sur case noire g1 · Tour blanche sur case blanche h1 | Tour noire sur case blanche a8 · Roi noir sur case blanche e8 · Tour noire sur case noire h8 · Pion noir sur case noire a7 · Pion noir sur case blanche b7 · Pion noir sur case blanche f7 · Dame noire sur case noire f6 · Pion noir sur case noire h6 · Fou noir sur case noire a5 · Pion blanc sur case noire c5 · Pion noir sur case blanche d5 · Fou noir sur case blanche f5 · Pion noir sur case noire g5 · Pion blanc sur case noire b4 · Cavalier noir sur case blanche e4 · Pion blanc sur case noire a3 · Fou blanc sur case noire g3 · Pion blanc sur case blanche e2 · Pion blanc sur case noire f2 · Pion blanc sur case blanche g2 · Pion blanc sur case noire h2 · Tour blanche sur case noire a1 · Dame blanche sur case noire c1 · Roi blanc sur case noire e1 · Fou blanc sur case blanche f1 · Cavalier blanc sur case noire g1 · Tour blanche sur case blanche h1 | Tour noire sur case blanche a8 · Roi noir sur case blanche e8 · Tour noire sur case noire h8 · Pion noir sur case noire a7 · Pion noir sur case blanche b7 · Pion noir sur case blanche f7 · Dame noire sur case noire f6 · Pion noir sur case noire h6 · Fou noir sur case noire a5 · Pion blanc sur case noire c5 · Pion noir sur case blanche d5 · Fou noir sur case blanche f5 · Pion noir sur case noire g5 · Pion blanc sur case noire b4 · Cavalier noir sur case blanche e4 · Pion blanc sur case noire a3 · Fou blanc sur case noire g3 · Pion blanc sur case blanche e2 · Pion blanc sur case noire f2 · Pion blanc sur case blanche g2 · Pion blanc sur case noire h2 · Tour blanche sur case noire a1 · Dame blanche sur case noire c1 · Roi blanc sur case noire e1 · Fou blanc sur case blanche f1 · Cavalier blanc sur case noire g1 · Tour blanche sur case blanche h1 | Tour noire sur case blanche a8 · Roi noir sur case blanche e8 · Tour noire sur case noire h8 · Pion noir sur case noire a7 · Pion noir sur case blanche b7 · Pion noir sur case blanche f7 · Dame noire sur case noire f6 · Pion noir sur case noire h6 · Fou noir sur case noire a5 · Pion blanc sur case noire c5 · Pion noir sur case blanche d5 · Fou noir sur case blanche f5 · Pion noir sur case noire g5 · Pion blanc sur case noire b4 · Cavalier noir sur case blanche e4 · Pion blanc sur case noire a3 · Fou blanc sur case noire g3 · Pion blanc sur case blanche e2 · Pion blanc sur case noire f2 · Pion blanc sur case blanche g2 · Pion blanc sur case noire h2 · Tour blanche sur case noire a1 · Dame blanche sur case noire c1 · Roi blanc sur case noire e1 · Fou blanc sur case blanche f1 · Cavalier blanc sur case noire g1 · Tour blanche sur case blanche h1 | Tour noire sur case blanche a8 · Roi noir sur case blanche e8 · Tour noire sur case noire h8 · Pion noir sur case noire a7 · Pion noir sur case blanche b7 · Pion noir sur case blanche f7 · Dame noire sur case noire f6 · Pion noir sur case noire h6 · Fou noir sur case noire a5 · Pion blanc sur case noire c5 · Pion noir sur case blanche d5 · Fou noir sur case blanche f5 · Pion noir sur case noire g5 · Pion blanc sur case noire b4 · Cavalier noir sur case blanche e4 · Pion blanc sur case noire a3 · Fou blanc sur case noire g3 · Pion blanc sur case blanche e2 · Pion blanc sur case noire f2 · Pion blanc sur case blanche g2 · Pion blanc sur case noire h2 · Tour blanche sur case noire a1 · Dame blanche sur case noire c1 · Roi blanc sur case noire e1 · Fou blanc sur case blanche f1 · Cavalier blanc sur case noire g1 · Tour blanche sur case blanche h1 | 6 |
| 5 | Tour noire sur case blanche a8 · Roi noir sur case blanche e8 · Tour noire sur case noire h8 · Pion noir sur case noire a7 · Pion noir sur case blanche b7 · Pion noir sur case blanche f7 · Dame noire sur case noire f6 · Pion noir sur case noire h6 · Fou noir sur case noire a5 · Pion blanc sur case noire c5 · Pion noir sur case blanche d5 · Fou noir sur case blanche f5 · Pion noir sur case noire g5 · Pion blanc sur case noire b4 · Cavalier noir sur case blanche e4 · Pion blanc sur case noire a3 · Fou blanc sur case noire g3 · Pion blanc sur case blanche e2 · Pion blanc sur case noire f2 · Pion blanc sur case blanche g2 · Pion blanc sur case noire h2 · Tour blanche sur case noire a1 · Dame blanche sur case noire c1 · Roi blanc sur case noire e1 · Fou blanc sur case blanche f1 · Cavalier blanc sur case noire g1 · Tour blanche sur case blanche h1 | Tour noire sur case blanche a8 · Roi noir sur case blanche e8 · Tour noire sur case noire h8 · Pion noir sur case noire a7 · Pion noir sur case blanche b7 · Pion noir sur case blanche f7 · Dame noire sur case noire f6 · Pion noir sur case noire h6 · Fou noir sur case noire a5 · Pion blanc sur case noire c5 · Pion noir sur case blanche d5 · Fou noir sur case blanche f5 · Pion noir sur case noire g5 · Pion blanc sur case noire b4 · Cavalier noir sur case blanche e4 · Pion blanc sur case noire a3 · Fou blanc sur case noire g3 · Pion blanc sur case blanche e2 · Pion blanc sur case noire f2 · Pion blanc sur case blanche g2 · Pion blanc sur case noire h2 · Tour blanche sur case noire a1 · Dame blanche sur case noire c1 · Roi blanc sur case noire e1 · Fou blanc sur case blanche f1 · Cavalier blanc sur case noire g1 · Tour blanche sur case blanche h1 | Tour noire sur case blanche a8 · Roi noir sur case blanche e8 · Tour noire sur case noire h8 · Pion noir sur case noire a7 · Pion noir sur case blanche b7 · Pion noir sur case blanche f7 · Dame noire sur case noire f6 · Pion noir sur case noire h6 · Fou noir sur case noire a5 · Pion blanc sur case noire c5 · Pion noir sur case blanche d5 · Fou noir sur case blanche f5 · Pion noir sur case noire g5 · Pion blanc sur case noire b4 · Cavalier noir sur case blanche e4 · Pion blanc sur case noire a3 · Fou blanc sur case noire g3 · Pion blanc sur case blanche e2 · Pion blanc sur case noire f2 · Pion blanc sur case blanche g2 · Pion blanc sur case noire h2 · Tour blanche sur case noire a1 · Dame blanche sur case noire c1 · Roi blanc sur case noire e1 · Fou blanc sur case blanche f1 · Cavalier blanc sur case noire g1 · Tour blanche sur case blanche h1 | Tour noire sur case blanche a8 · Roi noir sur case blanche e8 · Tour noire sur case noire h8 · Pion noir sur case noire a7 · Pion noir sur case blanche b7 · Pion noir sur case blanche f7 · Dame noire sur case noire f6 · Pion noir sur case noire h6 · Fou noir sur case noire a5 · Pion blanc sur case noire c5 · Pion noir sur case blanche d5 · Fou noir sur case blanche f5 · Pion noir sur case noire g5 · Pion blanc sur case noire b4 · Cavalier noir sur case blanche e4 · Pion blanc sur case noire a3 · Fou blanc sur case noire g3 · Pion blanc sur case blanche e2 · Pion blanc sur case noire f2 · Pion blanc sur case blanche g2 · Pion blanc sur case noire h2 · Tour blanche sur case noire a1 · Dame blanche sur case noire c1 · Roi blanc sur case noire e1 · Fou blanc sur case blanche f1 · Cavalier blanc sur case noire g1 · Tour blanche sur case blanche h1 | Tour noire sur case blanche a8 · Roi noir sur case blanche e8 · Tour noire sur case noire h8 · Pion noir sur case noire a7 · Pion noir sur case blanche b7 · Pion noir sur case blanche f7 · Dame noire sur case noire f6 · Pion noir sur case noire h6 · Fou noir sur case noire a5 · Pion blanc sur case noire c5 · Pion noir sur case blanche d5 · Fou noir sur case blanche f5 · Pion noir sur case noire g5 · Pion blanc sur case noire b4 · Cavalier noir sur case blanche e4 · Pion blanc sur case noire a3 · Fou blanc sur case noire g3 · Pion blanc sur case blanche e2 · Pion blanc sur case noire f2 · Pion blanc sur case blanche g2 · Pion blanc sur case noire h2 · Tour blanche sur case noire a1 · Dame blanche sur case noire c1 · Roi blanc sur case noire e1 · Fou blanc sur case blanche f1 · Cavalier blanc sur case noire g1 · Tour blanche sur case blanche h1 | Tour noire sur case blanche a8 · Roi noir sur case blanche e8 · Tour noire sur case noire h8 · Pion noir sur case noire a7 · Pion noir sur case blanche b7 · Pion noir sur case blanche f7 · Dame noire sur case noire f6 · Pion noir sur case noire h6 · Fou noir sur case noire a5 · Pion blanc sur case noire c5 · Pion noir sur case blanche d5 · Fou noir sur case blanche f5 · Pion noir sur case noire g5 · Pion blanc sur case noire b4 · Cavalier noir sur case blanche e4 · Pion blanc sur case noire a3 · Fou blanc sur case noire g3 · Pion blanc sur case blanche e2 · Pion blanc sur case noire f2 · Pion blanc sur case blanche g2 · Pion blanc sur case noire h2 · Tour blanche sur case noire a1 · Dame blanche sur case noire c1 · Roi blanc sur case noire e1 · Fou blanc sur case blanche f1 · Cavalier blanc sur case noire g1 · Tour blanche sur case blanche h1 | Tour noire sur case blanche a8 · Roi noir sur case blanche e8 · Tour noire sur case noire h8 · Pion noir sur case noire a7 · Pion noir sur case blanche b7 · Pion noir sur case blanche f7 · Dame noire sur case noire f6 · Pion noir sur case noire h6 · Fou noir sur case noire a5 · Pion blanc sur case noire c5 · Pion noir sur case blanche d5 · Fou noir sur case blanche f5 · Pion noir sur case noire g5 · Pion blanc sur case noire b4 · Cavalier noir sur case blanche e4 · Pion blanc sur case noire a3 · Fou blanc sur case noire g3 · Pion blanc sur case blanche e2 · Pion blanc sur case noire f2 · Pion blanc sur case blanche g2 · Pion blanc sur case noire h2 · Tour blanche sur case noire a1 · Dame blanche sur case noire c1 · Roi blanc sur case noire e1 · Fou blanc sur case blanche f1 · Cavalier blanc sur case noire g1 · Tour blanche sur case blanche h1 | Tour noire sur case blanche a8 · Roi noir sur case blanche e8 · Tour noire sur case noire h8 · Pion noir sur case noire a7 · Pion noir sur case blanche b7 · Pion noir sur case blanche f7 · Dame noire sur case noire f6 · Pion noir sur case noire h6 · Fou noir sur case noire a5 · Pion blanc sur case noire c5 · Pion noir sur case blanche d5 · Fou noir sur case blanche f5 · Pion noir sur case noire g5 · Pion blanc sur case noire b4 · Cavalier noir sur case blanche e4 · Pion blanc sur case noire a3 · Fou blanc sur case noire g3 · Pion blanc sur case blanche e2 · Pion blanc sur case noire f2 · Pion blanc sur case blanche g2 · Pion blanc sur case noire h2 · Tour blanche sur case noire a1 · Dame blanche sur case noire c1 · Roi blanc sur case noire e1 · Fou blanc sur case blanche f1 · Cavalier blanc sur case noire g1 · Tour blanche sur case blanche h1 | 5 |
| 4 | Tour noire sur case blanche a8 · Roi noir sur case blanche e8 · Tour noire sur case noire h8 · Pion noir sur case noire a7 · Pion noir sur case blanche b7 · Pion noir sur case blanche f7 · Dame noire sur case noire f6 · Pion noir sur case noire h6 · Fou noir sur case noire a5 · Pion blanc sur case noire c5 · Pion noir sur case blanche d5 · Fou noir sur case blanche f5 · Pion noir sur case noire g5 · Pion blanc sur case noire b4 · Cavalier noir sur case blanche e4 · Pion blanc sur case noire a3 · Fou blanc sur case noire g3 · Pion blanc sur case blanche e2 · Pion blanc sur case noire f2 · Pion blanc sur case blanche g2 · Pion blanc sur case noire h2 · Tour blanche sur case noire a1 · Dame blanche sur case noire c1 · Roi blanc sur case noire e1 · Fou blanc sur case blanche f1 · Cavalier blanc sur case noire g1 · Tour blanche sur case blanche h1 | Tour noire sur case blanche a8 · Roi noir sur case blanche e8 · Tour noire sur case noire h8 · Pion noir sur case noire a7 · Pion noir sur case blanche b7 · Pion noir sur case blanche f7 · Dame noire sur case noire f6 · Pion noir sur case noire h6 · Fou noir sur case noire a5 · Pion blanc sur case noire c5 · Pion noir sur case blanche d5 · Fou noir sur case blanche f5 · Pion noir sur case noire g5 · Pion blanc sur case noire b4 · Cavalier noir sur case blanche e4 · Pion blanc sur case noire a3 · Fou blanc sur case noire g3 · Pion blanc sur case blanche e2 · Pion blanc sur case noire f2 · Pion blanc sur case blanche g2 · Pion blanc sur case noire h2 · Tour blanche sur case noire a1 · Dame blanche sur case noire c1 · Roi blanc sur case noire e1 · Fou blanc sur case blanche f1 · Cavalier blanc sur case noire g1 · Tour blanche sur case blanche h1 | Tour noire sur case blanche a8 · Roi noir sur case blanche e8 · Tour noire sur case noire h8 · Pion noir sur case noire a7 · Pion noir sur case blanche b7 · Pion noir sur case blanche f7 · Dame noire sur case noire f6 · Pion noir sur case noire h6 · Fou noir sur case noire a5 · Pion blanc sur case noire c5 · Pion noir sur case blanche d5 · Fou noir sur case blanche f5 · Pion noir sur case noire g5 · Pion blanc sur case noire b4 · Cavalier noir sur case blanche e4 · Pion blanc sur case noire a3 · Fou blanc sur case noire g3 · Pion blanc sur case blanche e2 · Pion blanc sur case noire f2 · Pion blanc sur case blanche g2 · Pion blanc sur case noire h2 · Tour blanche sur case noire a1 · Dame blanche sur case noire c1 · Roi blanc sur case noire e1 · Fou blanc sur case blanche f1 · Cavalier blanc sur case noire g1 · Tour blanche sur case blanche h1 | Tour noire sur case blanche a8 · Roi noir sur case blanche e8 · Tour noire sur case noire h8 · Pion noir sur case noire a7 · Pion noir sur case blanche b7 · Pion noir sur case blanche f7 · Dame noire sur case noire f6 · Pion noir sur case noire h6 · Fou noir sur case noire a5 · Pion blanc sur case noire c5 · Pion noir sur case blanche d5 · Fou noir sur case blanche f5 · Pion noir sur case noire g5 · Pion blanc sur case noire b4 · Cavalier noir sur case blanche e4 · Pion blanc sur case noire a3 · Fou blanc sur case noire g3 · Pion blanc sur case blanche e2 · Pion blanc sur case noire f2 · Pion blanc sur case blanche g2 · Pion blanc sur case noire h2 · Tour blanche sur case noire a1 · Dame blanche sur case noire c1 · Roi blanc sur case noire e1 · Fou blanc sur case blanche f1 · Cavalier blanc sur case noire g1 · Tour blanche sur case blanche h1 | Tour noire sur case blanche a8 · Roi noir sur case blanche e8 · Tour noire sur case noire h8 · Pion noir sur case noire a7 · Pion noir sur case blanche b7 · Pion noir sur case blanche f7 · Dame noire sur case noire f6 · Pion noir sur case noire h6 · Fou noir sur case noire a5 · Pion blanc sur case noire c5 · Pion noir sur case blanche d5 · Fou noir sur case blanche f5 · Pion noir sur case noire g5 · Pion blanc sur case noire b4 · Cavalier noir sur case blanche e4 · Pion blanc sur case noire a3 · Fou blanc sur case noire g3 · Pion blanc sur case blanche e2 · Pion blanc sur case noire f2 · Pion blanc sur case blanche g2 · Pion blanc sur case noire h2 · Tour blanche sur case noire a1 · Dame blanche sur case noire c1 · Roi blanc sur case noire e1 · Fou blanc sur case blanche f1 · Cavalier blanc sur case noire g1 · Tour blanche sur case blanche h1 | Tour noire sur case blanche a8 · Roi noir sur case blanche e8 · Tour noire sur case noire h8 · Pion noir sur case noire a7 · Pion noir sur case blanche b7 · Pion noir sur case blanche f7 · Dame noire sur case noire f6 · Pion noir sur case noire h6 · Fou noir sur case noire a5 · Pion blanc sur case noire c5 · Pion noir sur case blanche d5 · Fou noir sur case blanche f5 · Pion noir sur case noire g5 · Pion blanc sur case noire b4 · Cavalier noir sur case blanche e4 · Pion blanc sur case noire a3 · Fou blanc sur case noire g3 · Pion blanc sur case blanche e2 · Pion blanc sur case noire f2 · Pion blanc sur case blanche g2 · Pion blanc sur case noire h2 · Tour blanche sur case noire a1 · Dame blanche sur case noire c1 · Roi blanc sur case noire e1 · Fou blanc sur case blanche f1 · Cavalier blanc sur case noire g1 · Tour blanche sur case blanche h1 | Tour noire sur case blanche a8 · Roi noir sur case blanche e8 · Tour noire sur case noire h8 · Pion noir sur case noire a7 · Pion noir sur case blanche b7 · Pion noir sur case blanche f7 · Dame noire sur case noire f6 · Pion noir sur case noire h6 · Fou noir sur case noire a5 · Pion blanc sur case noire c5 · Pion noir sur case blanche d5 · Fou noir sur case blanche f5 · Pion noir sur case noire g5 · Pion blanc sur case noire b4 · Cavalier noir sur case blanche e4 · Pion blanc sur case noire a3 · Fou blanc sur case noire g3 · Pion blanc sur case blanche e2 · Pion blanc sur case noire f2 · Pion blanc sur case blanche g2 · Pion blanc sur case noire h2 · Tour blanche sur case noire a1 · Dame blanche sur case noire c1 · Roi blanc sur case noire e1 · Fou blanc sur case blanche f1 · Cavalier blanc sur case noire g1 · Tour blanche sur case blanche h1 | Tour noire sur case blanche a8 · Roi noir sur case blanche e8 · Tour noire sur case noire h8 · Pion noir sur case noire a7 · Pion noir sur case blanche b7 · Pion noir sur case blanche f7 · Dame noire sur case noire f6 · Pion noir sur case noire h6 · Fou noir sur case noire a5 · Pion blanc sur case noire c5 · Pion noir sur case blanche d5 · Fou noir sur case blanche f5 · Pion noir sur case noire g5 · Pion blanc sur case noire b4 · Cavalier noir sur case blanche e4 · Pion blanc sur case noire a3 · Fou blanc sur case noire g3 · Pion blanc sur case blanche e2 · Pion blanc sur case noire f2 · Pion blanc sur case blanche g2 · Pion blanc sur case noire h2 · Tour blanche sur case noire a1 · Dame blanche sur case noire c1 · Roi blanc sur case noire e1 · Fou blanc sur case blanche f1 · Cavalier blanc sur case noire g1 · Tour blanche sur case blanche h1 | 4 |
| 3 | Tour noire sur case blanche a8 · Roi noir sur case blanche e8 · Tour noire sur case noire h8 · Pion noir sur case noire a7 · Pion noir sur case blanche b7 · Pion noir sur case blanche f7 · Dame noire sur case noire f6 · Pion noir sur case noire h6 · Fou noir sur case noire a5 · Pion blanc sur case noire c5 · Pion noir sur case blanche d5 · Fou noir sur case blanche f5 · Pion noir sur case noire g5 · Pion blanc sur case noire b4 · Cavalier noir sur case blanche e4 · Pion blanc sur case noire a3 · Fou blanc sur case noire g3 · Pion blanc sur case blanche e2 · Pion blanc sur case noire f2 · Pion blanc sur case blanche g2 · Pion blanc sur case noire h2 · Tour blanche sur case noire a1 · Dame blanche sur case noire c1 · Roi blanc sur case noire e1 · Fou blanc sur case blanche f1 · Cavalier blanc sur case noire g1 · Tour blanche sur case blanche h1 | Tour noire sur case blanche a8 · Roi noir sur case blanche e8 · Tour noire sur case noire h8 · Pion noir sur case noire a7 · Pion noir sur case blanche b7 · Pion noir sur case blanche f7 · Dame noire sur case noire f6 · Pion noir sur case noire h6 · Fou noir sur case noire a5 · Pion blanc sur case noire c5 · Pion noir sur case blanche d5 · Fou noir sur case blanche f5 · Pion noir sur case noire g5 · Pion blanc sur case noire b4 · Cavalier noir sur case blanche e4 · Pion blanc sur case noire a3 · Fou blanc sur case noire g3 · Pion blanc sur case blanche e2 · Pion blanc sur case noire f2 · Pion blanc sur case blanche g2 · Pion blanc sur case noire h2 · Tour blanche sur case noire a1 · Dame blanche sur case noire c1 · Roi blanc sur case noire e1 · Fou blanc sur case blanche f1 · Cavalier blanc sur case noire g1 · Tour blanche sur case blanche h1 | Tour noire sur case blanche a8 · Roi noir sur case blanche e8 · Tour noire sur case noire h8 · Pion noir sur case noire a7 · Pion noir sur case blanche b7 · Pion noir sur case blanche f7 · Dame noire sur case noire f6 · Pion noir sur case noire h6 · Fou noir sur case noire a5 · Pion blanc sur case noire c5 · Pion noir sur case blanche d5 · Fou noir sur case blanche f5 · Pion noir sur case noire g5 · Pion blanc sur case noire b4 · Cavalier noir sur case blanche e4 · Pion blanc sur case noire a3 · Fou blanc sur case noire g3 · Pion blanc sur case blanche e2 · Pion blanc sur case noire f2 · Pion blanc sur case blanche g2 · Pion blanc sur case noire h2 · Tour blanche sur case noire a1 · Dame blanche sur case noire c1 · Roi blanc sur case noire e1 · Fou blanc sur case blanche f1 · Cavalier blanc sur case noire g1 · Tour blanche sur case blanche h1 | Tour noire sur case blanche a8 · Roi noir sur case blanche e8 · Tour noire sur case noire h8 · Pion noir sur case noire a7 · Pion noir sur case blanche b7 · Pion noir sur case blanche f7 · Dame noire sur case noire f6 · Pion noir sur case noire h6 · Fou noir sur case noire a5 · Pion blanc sur case noire c5 · Pion noir sur case blanche d5 · Fou noir sur case blanche f5 · Pion noir sur case noire g5 · Pion blanc sur case noire b4 · Cavalier noir sur case blanche e4 · Pion blanc sur case noire a3 · Fou blanc sur case noire g3 · Pion blanc sur case blanche e2 · Pion blanc sur case noire f2 · Pion blanc sur case blanche g2 · Pion blanc sur case noire h2 · Tour blanche sur case noire a1 · Dame blanche sur case noire c1 · Roi blanc sur case noire e1 · Fou blanc sur case blanche f1 · Cavalier blanc sur case noire g1 · Tour blanche sur case blanche h1 | Tour noire sur case blanche a8 · Roi noir sur case blanche e8 · Tour noire sur case noire h8 · Pion noir sur case noire a7 · Pion noir sur case blanche b7 · Pion noir sur case blanche f7 · Dame noire sur case noire f6 · Pion noir sur case noire h6 · Fou noir sur case noire a5 · Pion blanc sur case noire c5 · Pion noir sur case blanche d5 · Fou noir sur case blanche f5 · Pion noir sur case noire g5 · Pion blanc sur case noire b4 · Cavalier noir sur case blanche e4 · Pion blanc sur case noire a3 · Fou blanc sur case noire g3 · Pion blanc sur case blanche e2 · Pion blanc sur case noire f2 · Pion blanc sur case blanche g2 · Pion blanc sur case noire h2 · Tour blanche sur case noire a1 · Dame blanche sur case noire c1 · Roi blanc sur case noire e1 · Fou blanc sur case blanche f1 · Cavalier blanc sur case noire g1 · Tour blanche sur case blanche h1 | Tour noire sur case blanche a8 · Roi noir sur case blanche e8 · Tour noire sur case noire h8 · Pion noir sur case noire a7 · Pion noir sur case blanche b7 · Pion noir sur case blanche f7 · Dame noire sur case noire f6 · Pion noir sur case noire h6 · Fou noir sur case noire a5 · Pion blanc sur case noire c5 · Pion noir sur case blanche d5 · Fou noir sur case blanche f5 · Pion noir sur case noire g5 · Pion blanc sur case noire b4 · Cavalier noir sur case blanche e4 · Pion blanc sur case noire a3 · Fou blanc sur case noire g3 · Pion blanc sur case blanche e2 · Pion blanc sur case noire f2 · Pion blanc sur case blanche g2 · Pion blanc sur case noire h2 · Tour blanche sur case noire a1 · Dame blanche sur case noire c1 · Roi blanc sur case noire e1 · Fou blanc sur case blanche f1 · Cavalier blanc sur case noire g1 · Tour blanche sur case blanche h1 | Tour noire sur case blanche a8 · Roi noir sur case blanche e8 · Tour noire sur case noire h8 · Pion noir sur case noire a7 · Pion noir sur case blanche b7 · Pion noir sur case blanche f7 · Dame noire sur case noire f6 · Pion noir sur case noire h6 · Fou noir sur case noire a5 · Pion blanc sur case noire c5 · Pion noir sur case blanche d5 · Fou noir sur case blanche f5 · Pion noir sur case noire g5 · Pion blanc sur case noire b4 · Cavalier noir sur case blanche e4 · Pion blanc sur case noire a3 · Fou blanc sur case noire g3 · Pion blanc sur case blanche e2 · Pion blanc sur case noire f2 · Pion blanc sur case blanche g2 · Pion blanc sur case noire h2 · Tour blanche sur case noire a1 · Dame blanche sur case noire c1 · Roi blanc sur case noire e1 · Fou blanc sur case blanche f1 · Cavalier blanc sur case noire g1 · Tour blanche sur case blanche h1 | Tour noire sur case blanche a8 · Roi noir sur case blanche e8 · Tour noire sur case noire h8 · Pion noir sur case noire a7 · Pion noir sur case blanche b7 · Pion noir sur case blanche f7 · Dame noire sur case noire f6 · Pion noir sur case noire h6 · Fou noir sur case noire a5 · Pion blanc sur case noire c5 · Pion noir sur case blanche d5 · Fou noir sur case blanche f5 · Pion noir sur case noire g5 · Pion blanc sur case noire b4 · Cavalier noir sur case blanche e4 · Pion blanc sur case noire a3 · Fou blanc sur case noire g3 · Pion blanc sur case blanche e2 · Pion blanc sur case noire f2 · Pion blanc sur case blanche g2 · Pion blanc sur case noire h2 · Tour blanche sur case noire a1 · Dame blanche sur case noire c1 · Roi blanc sur case noire e1 · Fou blanc sur case blanche f1 · Cavalier blanc sur case noire g1 · Tour blanche sur case blanche h1 | 3 |
| 2 | Tour noire sur case blanche a8 · Roi noir sur case blanche e8 · Tour noire sur case noire h8 · Pion noir sur case noire a7 · Pion noir sur case blanche b7 · Pion noir sur case blanche f7 · Dame noire sur case noire f6 · Pion noir sur case noire h6 · Fou noir sur case noire a5 · Pion blanc sur case noire c5 · Pion noir sur case blanche d5 · Fou noir sur case blanche f5 · Pion noir sur case noire g5 · Pion blanc sur case noire b4 · Cavalier noir sur case blanche e4 · Pion blanc sur case noire a3 · Fou blanc sur case noire g3 · Pion blanc sur case blanche e2 · Pion blanc sur case noire f2 · Pion blanc sur case blanche g2 · Pion blanc sur case noire h2 · Tour blanche sur case noire a1 · Dame blanche sur case noire c1 · Roi blanc sur case noire e1 · Fou blanc sur case blanche f1 · Cavalier blanc sur case noire g1 · Tour blanche sur case blanche h1 | Tour noire sur case blanche a8 · Roi noir sur case blanche e8 · Tour noire sur case noire h8 · Pion noir sur case noire a7 · Pion noir sur case blanche b7 · Pion noir sur case blanche f7 · Dame noire sur case noire f6 · Pion noir sur case noire h6 · Fou noir sur case noire a5 · Pion blanc sur case noire c5 · Pion noir sur case blanche d5 · Fou noir sur case blanche f5 · Pion noir sur case noire g5 · Pion blanc sur case noire b4 · Cavalier noir sur case blanche e4 · Pion blanc sur case noire a3 · Fou blanc sur case noire g3 · Pion blanc sur case blanche e2 · Pion blanc sur case noire f2 · Pion blanc sur case blanche g2 · Pion blanc sur case noire h2 · Tour blanche sur case noire a1 · Dame blanche sur case noire c1 · Roi blanc sur case noire e1 · Fou blanc sur case blanche f1 · Cavalier blanc sur case noire g1 · Tour blanche sur case blanche h1 | Tour noire sur case blanche a8 · Roi noir sur case blanche e8 · Tour noire sur case noire h8 · Pion noir sur case noire a7 · Pion noir sur case blanche b7 · Pion noir sur case blanche f7 · Dame noire sur case noire f6 · Pion noir sur case noire h6 · Fou noir sur case noire a5 · Pion blanc sur case noire c5 · Pion noir sur case blanche d5 · Fou noir sur case blanche f5 · Pion noir sur case noire g5 · Pion blanc sur case noire b4 · Cavalier noir sur case blanche e4 · Pion blanc sur case noire a3 · Fou blanc sur case noire g3 · Pion blanc sur case blanche e2 · Pion blanc sur case noire f2 · Pion blanc sur case blanche g2 · Pion blanc sur case noire h2 · Tour blanche sur case noire a1 · Dame blanche sur case noire c1 · Roi blanc sur case noire e1 · Fou blanc sur case blanche f1 · Cavalier blanc sur case noire g1 · Tour blanche sur case blanche h1 | Tour noire sur case blanche a8 · Roi noir sur case blanche e8 · Tour noire sur case noire h8 · Pion noir sur case noire a7 · Pion noir sur case blanche b7 · Pion noir sur case blanche f7 · Dame noire sur case noire f6 · Pion noir sur case noire h6 · Fou noir sur case noire a5 · Pion blanc sur case noire c5 · Pion noir sur case blanche d5 · Fou noir sur case blanche f5 · Pion noir sur case noire g5 · Pion blanc sur case noire b4 · Cavalier noir sur case blanche e4 · Pion blanc sur case noire a3 · Fou blanc sur case noire g3 · Pion blanc sur case blanche e2 · Pion blanc sur case noire f2 · Pion blanc sur case blanche g2 · Pion blanc sur case noire h2 · Tour blanche sur case noire a1 · Dame blanche sur case noire c1 · Roi blanc sur case noire e1 · Fou blanc sur case blanche f1 · Cavalier blanc sur case noire g1 · Tour blanche sur case blanche h1 | Tour noire sur case blanche a8 · Roi noir sur case blanche e8 · Tour noire sur case noire h8 · Pion noir sur case noire a7 · Pion noir sur case blanche b7 · Pion noir sur case blanche f7 · Dame noire sur case noire f6 · Pion noir sur case noire h6 · Fou noir sur case noire a5 · Pion blanc sur case noire c5 · Pion noir sur case blanche d5 · Fou noir sur case blanche f5 · Pion noir sur case noire g5 · Pion blanc sur case noire b4 · Cavalier noir sur case blanche e4 · Pion blanc sur case noire a3 · Fou blanc sur case noire g3 · Pion blanc sur case blanche e2 · Pion blanc sur case noire f2 · Pion blanc sur case blanche g2 · Pion blanc sur case noire h2 · Tour blanche sur case noire a1 · Dame blanche sur case noire c1 · Roi blanc sur case noire e1 · Fou blanc sur case blanche f1 · Cavalier blanc sur case noire g1 · Tour blanche sur case blanche h1 | Tour noire sur case blanche a8 · Roi noir sur case blanche e8 · Tour noire sur case noire h8 · Pion noir sur case noire a7 · Pion noir sur case blanche b7 · Pion noir sur case blanche f7 · Dame noire sur case noire f6 · Pion noir sur case noire h6 · Fou noir sur case noire a5 · Pion blanc sur case noire c5 · Pion noir sur case blanche d5 · Fou noir sur case blanche f5 · Pion noir sur case noire g5 · Pion blanc sur case noire b4 · Cavalier noir sur case blanche e4 · Pion blanc sur case noire a3 · Fou blanc sur case noire g3 · Pion blanc sur case blanche e2 · Pion blanc sur case noire f2 · Pion blanc sur case blanche g2 · Pion blanc sur case noire h2 · Tour blanche sur case noire a1 · Dame blanche sur case noire c1 · Roi blanc sur case noire e1 · Fou blanc sur case blanche f1 · Cavalier blanc sur case noire g1 · Tour blanche sur case blanche h1 | Tour noire sur case blanche a8 · Roi noir sur case blanche e8 · Tour noire sur case noire h8 · Pion noir sur case noire a7 · Pion noir sur case blanche b7 · Pion noir sur case blanche f7 · Dame noire sur case noire f6 · Pion noir sur case noire h6 · Fou noir sur case noire a5 · Pion blanc sur case noire c5 · Pion noir sur case blanche d5 · Fou noir sur case blanche f5 · Pion noir sur case noire g5 · Pion blanc sur case noire b4 · Cavalier noir sur case blanche e4 · Pion blanc sur case noire a3 · Fou blanc sur case noire g3 · Pion blanc sur case blanche e2 · Pion blanc sur case noire f2 · Pion blanc sur case blanche g2 · Pion blanc sur case noire h2 · Tour blanche sur case noire a1 · Dame blanche sur case noire c1 · Roi blanc sur case noire e1 · Fou blanc sur case blanche f1 · Cavalier blanc sur case noire g1 · Tour blanche sur case blanche h1 | Tour noire sur case blanche a8 · Roi noir sur case blanche e8 · Tour noire sur case noire h8 · Pion noir sur case noire a7 · Pion noir sur case blanche b7 · Pion noir sur case blanche f7 · Dame noire sur case noire f6 · Pion noir sur case noire h6 · Fou noir sur case noire a5 · Pion blanc sur case noire c5 · Pion noir sur case blanche d5 · Fou noir sur case blanche f5 · Pion noir sur case noire g5 · Pion blanc sur case noire b4 · Cavalier noir sur case blanche e4 · Pion blanc sur case noire a3 · Fou blanc sur case noire g3 · Pion blanc sur case blanche e2 · Pion blanc sur case noire f2 · Pion blanc sur case blanche g2 · Pion blanc sur case noire h2 · Tour blanche sur case noire a1 · Dame blanche sur case noire c1 · Roi blanc sur case noire e1 · Fou blanc sur case blanche f1 · Cavalier blanc sur case noire g1 · Tour blanche sur case blanche h1 | 2 |
| 1 | Tour noire sur case blanche a8 · Roi noir sur case blanche e8 · Tour noire sur case noire h8 · Pion noir sur case noire a7 · Pion noir sur case blanche b7 · Pion noir sur case blanche f7 · Dame noire sur case noire f6 · Pion noir sur case noire h6 · Fou noir sur case noire a5 · Pion blanc sur case noire c5 · Pion noir sur case blanche d5 · Fou noir sur case blanche f5 · Pion noir sur case noire g5 · Pion blanc sur case noire b4 · Cavalier noir sur case blanche e4 · Pion blanc sur case noire a3 · Fou blanc sur case noire g3 · Pion blanc sur case blanche e2 · Pion blanc sur case noire f2 · Pion blanc sur case blanche g2 · Pion blanc sur case noire h2 · Tour blanche sur case noire a1 · Dame blanche sur case noire c1 · Roi blanc sur case noire e1 · Fou blanc sur case blanche f1 · Cavalier blanc sur case noire g1 · Tour blanche sur case blanche h1 | Tour noire sur case blanche a8 · Roi noir sur case blanche e8 · Tour noire sur case noire h8 · Pion noir sur case noire a7 · Pion noir sur case blanche b7 · Pion noir sur case blanche f7 · Dame noire sur case noire f6 · Pion noir sur case noire h6 · Fou noir sur case noire a5 · Pion blanc sur case noire c5 · Pion noir sur case blanche d5 · Fou noir sur case blanche f5 · Pion noir sur case noire g5 · Pion blanc sur case noire b4 · Cavalier noir sur case blanche e4 · Pion blanc sur case noire a3 · Fou blanc sur case noire g3 · Pion blanc sur case blanche e2 · Pion blanc sur case noire f2 · Pion blanc sur case blanche g2 · Pion blanc sur case noire h2 · Tour blanche sur case noire a1 · Dame blanche sur case noire c1 · Roi blanc sur case noire e1 · Fou blanc sur case blanche f1 · Cavalier blanc sur case noire g1 · Tour blanche sur case blanche h1 | Tour noire sur case blanche a8 · Roi noir sur case blanche e8 · Tour noire sur case noire h8 · Pion noir sur case noire a7 · Pion noir sur case blanche b7 · Pion noir sur case blanche f7 · Dame noire sur case noire f6 · Pion noir sur case noire h6 · Fou noir sur case noire a5 · Pion blanc sur case noire c5 · Pion noir sur case blanche d5 · Fou noir sur case blanche f5 · Pion noir sur case noire g5 · Pion blanc sur case noire b4 · Cavalier noir sur case blanche e4 · Pion blanc sur case noire a3 · Fou blanc sur case noire g3 · Pion blanc sur case blanche e2 · Pion blanc sur case noire f2 · Pion blanc sur case blanche g2 · Pion blanc sur case noire h2 · Tour blanche sur case noire a1 · Dame blanche sur case noire c1 · Roi blanc sur case noire e1 · Fou blanc sur case blanche f1 · Cavalier blanc sur case noire g1 · Tour blanche sur case blanche h1 | Tour noire sur case blanche a8 · Roi noir sur case blanche e8 · Tour noire sur case noire h8 · Pion noir sur case noire a7 · Pion noir sur case blanche b7 · Pion noir sur case blanche f7 · Dame noire sur case noire f6 · Pion noir sur case noire h6 · Fou noir sur case noire a5 · Pion blanc sur case noire c5 · Pion noir sur case blanche d5 · Fou noir sur case blanche f5 · Pion noir sur case noire g5 · Pion blanc sur case noire b4 · Cavalier noir sur case blanche e4 · Pion blanc sur case noire a3 · Fou blanc sur case noire g3 · Pion blanc sur case blanche e2 · Pion blanc sur case noire f2 · Pion blanc sur case blanche g2 · Pion blanc sur case noire h2 · Tour blanche sur case noire a1 · Dame blanche sur case noire c1 · Roi blanc sur case noire e1 · Fou blanc sur case blanche f1 · Cavalier blanc sur case noire g1 · Tour blanche sur case blanche h1 | Tour noire sur case blanche a8 · Roi noir sur case blanche e8 · Tour noire sur case noire h8 · Pion noir sur case noire a7 · Pion noir sur case blanche b7 · Pion noir sur case blanche f7 · Dame noire sur case noire f6 · Pion noir sur case noire h6 · Fou noir sur case noire a5 · Pion blanc sur case noire c5 · Pion noir sur case blanche d5 · Fou noir sur case blanche f5 · Pion noir sur case noire g5 · Pion blanc sur case noire b4 · Cavalier noir sur case blanche e4 · Pion blanc sur case noire a3 · Fou blanc sur case noire g3 · Pion blanc sur case blanche e2 · Pion blanc sur case noire f2 · Pion blanc sur case blanche g2 · Pion blanc sur case noire h2 · Tour blanche sur case noire a1 · Dame blanche sur case noire c1 · Roi blanc sur case noire e1 · Fou blanc sur case blanche f1 · Cavalier blanc sur case noire g1 · Tour blanche sur case blanche h1 | Tour noire sur case blanche a8 · Roi noir sur case blanche e8 · Tour noire sur case noire h8 · Pion noir sur case noire a7 · Pion noir sur case blanche b7 · Pion noir sur case blanche f7 · Dame noire sur case noire f6 · Pion noir sur case noire h6 · Fou noir sur case noire a5 · Pion blanc sur case noire c5 · Pion noir sur case blanche d5 · Fou noir sur case blanche f5 · Pion noir sur case noire g5 · Pion blanc sur case noire b4 · Cavalier noir sur case blanche e4 · Pion blanc sur case noire a3 · Fou blanc sur case noire g3 · Pion blanc sur case blanche e2 · Pion blanc sur case noire f2 · Pion blanc sur case blanche g2 · Pion blanc sur case noire h2 · Tour blanche sur case noire a1 · Dame blanche sur case noire c1 · Roi blanc sur case noire e1 · Fou blanc sur case blanche f1 · Cavalier blanc sur case noire g1 · Tour blanche sur case blanche h1 | Tour noire sur case blanche a8 · Roi noir sur case blanche e8 · Tour noire sur case noire h8 · Pion noir sur case noire a7 · Pion noir sur case blanche b7 · Pion noir sur case blanche f7 · Dame noire sur case noire f6 · Pion noir sur case noire h6 · Fou noir sur case noire a5 · Pion blanc sur case noire c5 · Pion noir sur case blanche d5 · Fou noir sur case blanche f5 · Pion noir sur case noire g5 · Pion blanc sur case noire b4 · Cavalier noir sur case blanche e4 · Pion blanc sur case noire a3 · Fou blanc sur case noire g3 · Pion blanc sur case blanche e2 · Pion blanc sur case noire f2 · Pion blanc sur case blanche g2 · Pion blanc sur case noire h2 · Tour blanche sur case noire a1 · Dame blanche sur case noire c1 · Roi blanc sur case noire e1 · Fou blanc sur case blanche f1 · Cavalier blanc sur case noire g1 · Tour blanche sur case blanche h1 | Tour noire sur case blanche a8 · Roi noir sur case blanche e8 · Tour noire sur case noire h8 · Pion noir sur case noire a7 · Pion noir sur case blanche b7 · Pion noir sur case blanche f7 · Dame noire sur case noire f6 · Pion noir sur case noire h6 · Fou noir sur case noire a5 · Pion blanc sur case noire c5 · Pion noir sur case blanche d5 · Fou noir sur case blanche f5 · Pion noir sur case noire g5 · Pion blanc sur case noire b4 · Cavalier noir sur case blanche e4 · Pion blanc sur case noire a3 · Fou blanc sur case noire g3 · Pion blanc sur case blanche e2 · Pion blanc sur case noire f2 · Pion blanc sur case blanche g2 · Pion blanc sur case noire h2 · Tour blanche sur case noire a1 · Dame blanche sur case noire c1 · Roi blanc sur case noire e1 · Fou blanc sur case blanche f1 · Cavalier blanc sur case noire g1 · Tour blanche sur case blanche h1 | 1 |
|   | a | b | c | d | e | f | g | h |   |

1.d4 Cf6 2.c4 e6 3.Cc3 Fb4 4.Qc2 d5 5.cxd5 exd5 6.Fg5 c5!? 7.dxc5 h6 8.Fh4 g5 9.Fg3 Ce4 10.Fxb8!?
(10.e3; 10.Fe5)
10. ... Df6!
(10...Txb8?? 11.Da4+ +-)
11.Fg3 Cxc3 12.a3 Ff5! 13.Dd2 Fa5 14.b4? Ce4 15.Dc1 
(voir diagramme)
15. ... Tc8!! 16.Ta2?! Txc5 17.Da1 Dc6!
menace du mat du couloir
18.De5+ Rd8 19.Dxh8+ Rd7 0-1
si 20.e3, Tc1+ 21.Re2 Fg4+! et 22...Dc4#
(basé sur les analyses de A.J. Goldsby)

### Aronian - Caruana, 2012
|   | a | b | c | d | e | f | g | h |   |
| 8 | Pion noir sur case blanche h7 · Pion noir sur case blanche g6 · Dame blanche sur case noire c5 · Roi noir sur case blanche d5 · Pion blanc sur case noire g5 · Pion blanc sur case noire b4 · Dame noire sur case blanche g4 · Pion blanc sur case noire h4 · Pion blanc sur case noire a3 · Roi blanc sur case noire a1 | Pion noir sur case blanche h7 · Pion noir sur case blanche g6 · Dame blanche sur case noire c5 · Roi noir sur case blanche d5 · Pion blanc sur case noire g5 · Pion blanc sur case noire b4 · Dame noire sur case blanche g4 · Pion blanc sur case noire h4 · Pion blanc sur case noire a3 · Roi blanc sur case noire a1 | Pion noir sur case blanche h7 · Pion noir sur case blanche g6 · Dame blanche sur case noire c5 · Roi noir sur case blanche d5 · Pion blanc sur case noire g5 · Pion blanc sur case noire b4 · Dame noire sur case blanche g4 · Pion blanc sur case noire h4 · Pion blanc sur case noire a3 · Roi blanc sur case noire a1 | Pion noir sur case blanche h7 · Pion noir sur case blanche g6 · Dame blanche sur case noire c5 · Roi noir sur case blanche d5 · Pion blanc sur case noire g5 · Pion blanc sur case noire b4 · Dame noire sur case blanche g4 · Pion blanc sur case noire h4 · Pion blanc sur case noire a3 · Roi blanc sur case noire a1 | Pion noir sur case blanche h7 · Pion noir sur case blanche g6 · Dame blanche sur case noire c5 · Roi noir sur case blanche d5 · Pion blanc sur case noire g5 · Pion blanc sur case noire b4 · Dame noire sur case blanche g4 · Pion blanc sur case noire h4 · Pion blanc sur case noire a3 · Roi blanc sur case noire a1 | Pion noir sur case blanche h7 · Pion noir sur case blanche g6 · Dame blanche sur case noire c5 · Roi noir sur case blanche d5 · Pion blanc sur case noire g5 · Pion blanc sur case noire b4 · Dame noire sur case blanche g4 · Pion blanc sur case noire h4 · Pion blanc sur case noire a3 · Roi blanc sur case noire a1 | Pion noir sur case blanche h7 · Pion noir sur case blanche g6 · Dame blanche sur case noire c5 · Roi noir sur case blanche d5 · Pion blanc sur case noire g5 · Pion blanc sur case noire b4 · Dame noire sur case blanche g4 · Pion blanc sur case noire h4 · Pion blanc sur case noire a3 · Roi blanc sur case noire a1 | Pion noir sur case blanche h7 · Pion noir sur case blanche g6 · Dame blanche sur case noire c5 · Roi noir sur case blanche d5 · Pion blanc sur case noire g5 · Pion blanc sur case noire b4 · Dame noire sur case blanche g4 · Pion blanc sur case noire h4 · Pion blanc sur case noire a3 · Roi blanc sur case noire a1 | 8 |
| 7 | Pion noir sur case blanche h7 · Pion noir sur case blanche g6 · Dame blanche sur case noire c5 · Roi noir sur case blanche d5 · Pion blanc sur case noire g5 · Pion blanc sur case noire b4 · Dame noire sur case blanche g4 · Pion blanc sur case noire h4 · Pion blanc sur case noire a3 · Roi blanc sur case noire a1 | Pion noir sur case blanche h7 · Pion noir sur case blanche g6 · Dame blanche sur case noire c5 · Roi noir sur case blanche d5 · Pion blanc sur case noire g5 · Pion blanc sur case noire b4 · Dame noire sur case blanche g4 · Pion blanc sur case noire h4 · Pion blanc sur case noire a3 · Roi blanc sur case noire a1 | Pion noir sur case blanche h7 · Pion noir sur case blanche g6 · Dame blanche sur case noire c5 · Roi noir sur case blanche d5 · Pion blanc sur case noire g5 · Pion blanc sur case noire b4 · Dame noire sur case blanche g4 · Pion blanc sur case noire h4 · Pion blanc sur case noire a3 · Roi blanc sur case noire a1 | Pion noir sur case blanche h7 · Pion noir sur case blanche g6 · Dame blanche sur case noire c5 · Roi noir sur case blanche d5 · Pion blanc sur case noire g5 · Pion blanc sur case noire b4 · Dame noire sur case blanche g4 · Pion blanc sur case noire h4 · Pion blanc sur case noire a3 · Roi blanc sur case noire a1 | Pion noir sur case blanche h7 · Pion noir sur case blanche g6 · Dame blanche sur case noire c5 · Roi noir sur case blanche d5 · Pion blanc sur case noire g5 · Pion blanc sur case noire b4 · Dame noire sur case blanche g4 · Pion blanc sur case noire h4 · Pion blanc sur case noire a3 · Roi blanc sur case noire a1 | Pion noir sur case blanche h7 · Pion noir sur case blanche g6 · Dame blanche sur case noire c5 · Roi noir sur case blanche d5 · Pion blanc sur case noire g5 · Pion blanc sur case noire b4 · Dame noire sur case blanche g4 · Pion blanc sur case noire h4 · Pion blanc sur case noire a3 · Roi blanc sur case noire a1 | Pion noir sur case blanche h7 · Pion noir sur case blanche g6 · Dame blanche sur case noire c5 · Roi noir sur case blanche d5 · Pion blanc sur case noire g5 · Pion blanc sur case noire b4 · Dame noire sur case blanche g4 · Pion blanc sur case noire h4 · Pion blanc sur case noire a3 · Roi blanc sur case noire a1 | Pion noir sur case blanche h7 · Pion noir sur case blanche g6 · Dame blanche sur case noire c5 · Roi noir sur case blanche d5 · Pion blanc sur case noire g5 · Pion blanc sur case noire b4 · Dame noire sur case blanche g4 · Pion blanc sur case noire h4 · Pion blanc sur case noire a3 · Roi blanc sur case noire a1 | 7 |
| 6 | Pion noir sur case blanche h7 · Pion noir sur case blanche g6 · Dame blanche sur case noire c5 · Roi noir sur case blanche d5 · Pion blanc sur case noire g5 · Pion blanc sur case noire b4 · Dame noire sur case blanche g4 · Pion blanc sur case noire h4 · Pion blanc sur case noire a3 · Roi blanc sur case noire a1 | Pion noir sur case blanche h7 · Pion noir sur case blanche g6 · Dame blanche sur case noire c5 · Roi noir sur case blanche d5 · Pion blanc sur case noire g5 · Pion blanc sur case noire b4 · Dame noire sur case blanche g4 · Pion blanc sur case noire h4 · Pion blanc sur case noire a3 · Roi blanc sur case noire a1 | Pion noir sur case blanche h7 · Pion noir sur case blanche g6 · Dame blanche sur case noire c5 · Roi noir sur case blanche d5 · Pion blanc sur case noire g5 · Pion blanc sur case noire b4 · Dame noire sur case blanche g4 · Pion blanc sur case noire h4 · Pion blanc sur case noire a3 · Roi blanc sur case noire a1 | Pion noir sur case blanche h7 · Pion noir sur case blanche g6 · Dame blanche sur case noire c5 · Roi noir sur case blanche d5 · Pion blanc sur case noire g5 · Pion blanc sur case noire b4 · Dame noire sur case blanche g4 · Pion blanc sur case noire h4 · Pion blanc sur case noire a3 · Roi blanc sur case noire a1 | Pion noir sur case blanche h7 · Pion noir sur case blanche g6 · Dame blanche sur case noire c5 · Roi noir sur case blanche d5 · Pion blanc sur case noire g5 · Pion blanc sur case noire b4 · Dame noire sur case blanche g4 · Pion blanc sur case noire h4 · Pion blanc sur case noire a3 · Roi blanc sur case noire a1 | Pion noir sur case blanche h7 · Pion noir sur case blanche g6 · Dame blanche sur case noire c5 · Roi noir sur case blanche d5 · Pion blanc sur case noire g5 · Pion blanc sur case noire b4 · Dame noire sur case blanche g4 · Pion blanc sur case noire h4 · Pion blanc sur case noire a3 · Roi blanc sur case noire a1 | Pion noir sur case blanche h7 · Pion noir sur case blanche g6 · Dame blanche sur case noire c5 · Roi noir sur case blanche d5 · Pion blanc sur case noire g5 · Pion blanc sur case noire b4 · Dame noire sur case blanche g4 · Pion blanc sur case noire h4 · Pion blanc sur case noire a3 · Roi blanc sur case noire a1 | Pion noir sur case blanche h7 · Pion noir sur case blanche g6 · Dame blanche sur case noire c5 · Roi noir sur case blanche d5 · Pion blanc sur case noire g5 · Pion blanc sur case noire b4 · Dame noire sur case blanche g4 · Pion blanc sur case noire h4 · Pion blanc sur case noire a3 · Roi blanc sur case noire a1 | 6 |
| 5 | Pion noir sur case blanche h7 · Pion noir sur case blanche g6 · Dame blanche sur case noire c5 · Roi noir sur case blanche d5 · Pion blanc sur case noire g5 · Pion blanc sur case noire b4 · Dame noire sur case blanche g4 · Pion blanc sur case noire h4 · Pion blanc sur case noire a3 · Roi blanc sur case noire a1 | Pion noir sur case blanche h7 · Pion noir sur case blanche g6 · Dame blanche sur case noire c5 · Roi noir sur case blanche d5 · Pion blanc sur case noire g5 · Pion blanc sur case noire b4 · Dame noire sur case blanche g4 · Pion blanc sur case noire h4 · Pion blanc sur case noire a3 · Roi blanc sur case noire a1 | Pion noir sur case blanche h7 · Pion noir sur case blanche g6 · Dame blanche sur case noire c5 · Roi noir sur case blanche d5 · Pion blanc sur case noire g5 · Pion blanc sur case noire b4 · Dame noire sur case blanche g4 · Pion blanc sur case noire h4 · Pion blanc sur case noire a3 · Roi blanc sur case noire a1 | Pion noir sur case blanche h7 · Pion noir sur case blanche g6 · Dame blanche sur case noire c5 · Roi noir sur case blanche d5 · Pion blanc sur case noire g5 · Pion blanc sur case noire b4 · Dame noire sur case blanche g4 · Pion blanc sur case noire h4 · Pion blanc sur case noire a3 · Roi blanc sur case noire a1 | Pion noir sur case blanche h7 · Pion noir sur case blanche g6 · Dame blanche sur case noire c5 · Roi noir sur case blanche d5 · Pion blanc sur case noire g5 · Pion blanc sur case noire b4 · Dame noire sur case blanche g4 · Pion blanc sur case noire h4 · Pion blanc sur case noire a3 · Roi blanc sur case noire a1 | Pion noir sur case blanche h7 · Pion noir sur case blanche g6 · Dame blanche sur case noire c5 · Roi noir sur case blanche d5 · Pion blanc sur case noire g5 · Pion blanc sur case noire b4 · Dame noire sur case blanche g4 · Pion blanc sur case noire h4 · Pion blanc sur case noire a3 · Roi blanc sur case noire a1 | Pion noir sur case blanche h7 · Pion noir sur case blanche g6 · Dame blanche sur case noire c5 · Roi noir sur case blanche d5 · Pion blanc sur case noire g5 · Pion blanc sur case noire b4 · Dame noire sur case blanche g4 · Pion blanc sur case noire h4 · Pion blanc sur case noire a3 · Roi blanc sur case noire a1 | Pion noir sur case blanche h7 · Pion noir sur case blanche g6 · Dame blanche sur case noire c5 · Roi noir sur case blanche d5 · Pion blanc sur case noire g5 · Pion blanc sur case noire b4 · Dame noire sur case blanche g4 · Pion blanc sur case noire h4 · Pion blanc sur case noire a3 · Roi blanc sur case noire a1 | 5 |
| 4 | Pion noir sur case blanche h7 · Pion noir sur case blanche g6 · Dame blanche sur case noire c5 · Roi noir sur case blanche d5 · Pion blanc sur case noire g5 · Pion blanc sur case noire b4 · Dame noire sur case blanche g4 · Pion blanc sur case noire h4 · Pion blanc sur case noire a3 · Roi blanc sur case noire a1 | Pion noir sur case blanche h7 · Pion noir sur case blanche g6 · Dame blanche sur case noire c5 · Roi noir sur case blanche d5 · Pion blanc sur case noire g5 · Pion blanc sur case noire b4 · Dame noire sur case blanche g4 · Pion blanc sur case noire h4 · Pion blanc sur case noire a3 · Roi blanc sur case noire a1 | Pion noir sur case blanche h7 · Pion noir sur case blanche g6 · Dame blanche sur case noire c5 · Roi noir sur case blanche d5 · Pion blanc sur case noire g5 · Pion blanc sur case noire b4 · Dame noire sur case blanche g4 · Pion blanc sur case noire h4 · Pion blanc sur case noire a3 · Roi blanc sur case noire a1 | Pion noir sur case blanche h7 · Pion noir sur case blanche g6 · Dame blanche sur case noire c5 · Roi noir sur case blanche d5 · Pion blanc sur case noire g5 · Pion blanc sur case noire b4 · Dame noire sur case blanche g4 · Pion blanc sur case noire h4 · Pion blanc sur case noire a3 · Roi blanc sur case noire a1 | Pion noir sur case blanche h7 · Pion noir sur case blanche g6 · Dame blanche sur case noire c5 · Roi noir sur case blanche d5 · Pion blanc sur case noire g5 · Pion blanc sur case noire b4 · Dame noire sur case blanche g4 · Pion blanc sur case noire h4 · Pion blanc sur case noire a3 · Roi blanc sur case noire a1 | Pion noir sur case blanche h7 · Pion noir sur case blanche g6 · Dame blanche sur case noire c5 · Roi noir sur case blanche d5 · Pion blanc sur case noire g5 · Pion blanc sur case noire b4 · Dame noire sur case blanche g4 · Pion blanc sur case noire h4 · Pion blanc sur case noire a3 · Roi blanc sur case noire a1 | Pion noir sur case blanche h7 · Pion noir sur case blanche g6 · Dame blanche sur case noire c5 · Roi noir sur case blanche d5 · Pion blanc sur case noire g5 · Pion blanc sur case noire b4 · Dame noire sur case blanche g4 · Pion blanc sur case noire h4 · Pion blanc sur case noire a3 · Roi blanc sur case noire a1 | Pion noir sur case blanche h7 · Pion noir sur case blanche g6 · Dame blanche sur case noire c5 · Roi noir sur case blanche d5 · Pion blanc sur case noire g5 · Pion blanc sur case noire b4 · Dame noire sur case blanche g4 · Pion blanc sur case noire h4 · Pion blanc sur case noire a3 · Roi blanc sur case noire a1 | 4 |
| 3 | Pion noir sur case blanche h7 · Pion noir sur case blanche g6 · Dame blanche sur case noire c5 · Roi noir sur case blanche d5 · Pion blanc sur case noire g5 · Pion blanc sur case noire b4 · Dame noire sur case blanche g4 · Pion blanc sur case noire h4 · Pion blanc sur case noire a3 · Roi blanc sur case noire a1 | Pion noir sur case blanche h7 · Pion noir sur case blanche g6 · Dame blanche sur case noire c5 · Roi noir sur case blanche d5 · Pion blanc sur case noire g5 · Pion blanc sur case noire b4 · Dame noire sur case blanche g4 · Pion blanc sur case noire h4 · Pion blanc sur case noire a3 · Roi blanc sur case noire a1 | Pion noir sur case blanche h7 · Pion noir sur case blanche g6 · Dame blanche sur case noire c5 · Roi noir sur case blanche d5 · Pion blanc sur case noire g5 · Pion blanc sur case noire b4 · Dame noire sur case blanche g4 · Pion blanc sur case noire h4 · Pion blanc sur case noire a3 · Roi blanc sur case noire a1 | Pion noir sur case blanche h7 · Pion noir sur case blanche g6 · Dame blanche sur case noire c5 · Roi noir sur case blanche d5 · Pion blanc sur case noire g5 · Pion blanc sur case noire b4 · Dame noire sur case blanche g4 · Pion blanc sur case noire h4 · Pion blanc sur case noire a3 · Roi blanc sur case noire a1 | Pion noir sur case blanche h7 · Pion noir sur case blanche g6 · Dame blanche sur case noire c5 · Roi noir sur case blanche d5 · Pion blanc sur case noire g5 · Pion blanc sur case noire b4 · Dame noire sur case blanche g4 · Pion blanc sur case noire h4 · Pion blanc sur case noire a3 · Roi blanc sur case noire a1 | Pion noir sur case blanche h7 · Pion noir sur case blanche g6 · Dame blanche sur case noire c5 · Roi noir sur case blanche d5 · Pion blanc sur case noire g5 · Pion blanc sur case noire b4 · Dame noire sur case blanche g4 · Pion blanc sur case noire h4 · Pion blanc sur case noire a3 · Roi blanc sur case noire a1 | Pion noir sur case blanche h7 · Pion noir sur case blanche g6 · Dame blanche sur case noire c5 · Roi noir sur case blanche d5 · Pion blanc sur case noire g5 · Pion blanc sur case noire b4 · Dame noire sur case blanche g4 · Pion blanc sur case noire h4 · Pion blanc sur case noire a3 · Roi blanc sur case noire a1 | Pion noir sur case blanche h7 · Pion noir sur case blanche g6 · Dame blanche sur case noire c5 · Roi noir sur case blanche d5 · Pion blanc sur case noire g5 · Pion blanc sur case noire b4 · Dame noire sur case blanche g4 · Pion blanc sur case noire h4 · Pion blanc sur case noire a3 · Roi blanc sur case noire a1 | 3 |
| 2 | Pion noir sur case blanche h7 · Pion noir sur case blanche g6 · Dame blanche sur case noire c5 · Roi noir sur case blanche d5 · Pion blanc sur case noire g5 · Pion blanc sur case noire b4 · Dame noire sur case blanche g4 · Pion blanc sur case noire h4 · Pion blanc sur case noire a3 · Roi blanc sur case noire a1 | Pion noir sur case blanche h7 · Pion noir sur case blanche g6 · Dame blanche sur case noire c5 · Roi noir sur case blanche d5 · Pion blanc sur case noire g5 · Pion blanc sur case noire b4 · Dame noire sur case blanche g4 · Pion blanc sur case noire h4 · Pion blanc sur case noire a3 · Roi blanc sur case noire a1 | Pion noir sur case blanche h7 · Pion noir sur case blanche g6 · Dame blanche sur case noire c5 · Roi noir sur case blanche d5 · Pion blanc sur case noire g5 · Pion blanc sur case noire b4 · Dame noire sur case blanche g4 · Pion blanc sur case noire h4 · Pion blanc sur case noire a3 · Roi blanc sur case noire a1 | Pion noir sur case blanche h7 · Pion noir sur case blanche g6 · Dame blanche sur case noire c5 · Roi noir sur case blanche d5 · Pion blanc sur case noire g5 · Pion blanc sur case noire b4 · Dame noire sur case blanche g4 · Pion blanc sur case noire h4 · Pion blanc sur case noire a3 · Roi blanc sur case noire a1 | Pion noir sur case blanche h7 · Pion noir sur case blanche g6 · Dame blanche sur case noire c5 · Roi noir sur case blanche d5 · Pion blanc sur case noire g5 · Pion blanc sur case noire b4 · Dame noire sur case blanche g4 · Pion blanc sur case noire h4 · Pion blanc sur case noire a3 · Roi blanc sur case noire a1 | Pion noir sur case blanche h7 · Pion noir sur case blanche g6 · Dame blanche sur case noire c5 · Roi noir sur case blanche d5 · Pion blanc sur case noire g5 · Pion blanc sur case noire b4 · Dame noire sur case blanche g4 · Pion blanc sur case noire h4 · Pion blanc sur case noire a3 · Roi blanc sur case noire a1 | Pion noir sur case blanche h7 · Pion noir sur case blanche g6 · Dame blanche sur case noire c5 · Roi noir sur case blanche d5 · Pion blanc sur case noire g5 · Pion blanc sur case noire b4 · Dame noire sur case blanche g4 · Pion blanc sur case noire h4 · Pion blanc sur case noire a3 · Roi blanc sur case noire a1 | Pion noir sur case blanche h7 · Pion noir sur case blanche g6 · Dame blanche sur case noire c5 · Roi noir sur case blanche d5 · Pion blanc sur case noire g5 · Pion blanc sur case noire b4 · Dame noire sur case blanche g4 · Pion blanc sur case noire h4 · Pion blanc sur case noire a3 · Roi blanc sur case noire a1 | 2 |
| 1 | Pion noir sur case blanche h7 · Pion noir sur case blanche g6 · Dame blanche sur case noire c5 · Roi noir sur case blanche d5 · Pion blanc sur case noire g5 · Pion blanc sur case noire b4 · Dame noire sur case blanche g4 · Pion blanc sur case noire h4 · Pion blanc sur case noire a3 · Roi blanc sur case noire a1 | Pion noir sur case blanche h7 · Pion noir sur case blanche g6 · Dame blanche sur case noire c5 · Roi noir sur case blanche d5 · Pion blanc sur case noire g5 · Pion blanc sur case noire b4 · Dame noire sur case blanche g4 · Pion blanc sur case noire h4 · Pion blanc sur case noire a3 · Roi blanc sur case noire a1 | Pion noir sur case blanche h7 · Pion noir sur case blanche g6 · Dame blanche sur case noire c5 · Roi noir sur case blanche d5 · Pion blanc sur case noire g5 · Pion blanc sur case noire b4 · Dame noire sur case blanche g4 · Pion blanc sur case noire h4 · Pion blanc sur case noire a3 · Roi blanc sur case noire a1 | Pion noir sur case blanche h7 · Pion noir sur case blanche g6 · Dame blanche sur case noire c5 · Roi noir sur case blanche d5 · Pion blanc sur case noire g5 · Pion blanc sur case noire b4 · Dame noire sur case blanche g4 · Pion blanc sur case noire h4 · Pion blanc sur case noire a3 · Roi blanc sur case noire a1 | Pion noir sur case blanche h7 · Pion noir sur case blanche g6 · Dame blanche sur case noire c5 · Roi noir sur case blanche d5 · Pion blanc sur case noire g5 · Pion blanc sur case noire b4 · Dame noire sur case blanche g4 · Pion blanc sur case noire h4 · Pion blanc sur case noire a3 · Roi blanc sur case noire a1 | Pion noir sur case blanche h7 · Pion noir sur case blanche g6 · Dame blanche sur case noire c5 · Roi noir sur case blanche d5 · Pion blanc sur case noire g5 · Pion blanc sur case noire b4 · Dame noire sur case blanche g4 · Pion blanc sur case noire h4 · Pion blanc sur case noire a3 · Roi blanc sur case noire a1 | Pion noir sur case blanche h7 · Pion noir sur case blanche g6 · Dame blanche sur case noire c5 · Roi noir sur case blanche d5 · Pion blanc sur case noire g5 · Pion blanc sur case noire b4 · Dame noire sur case blanche g4 · Pion blanc sur case noire h4 · Pion blanc sur case noire a3 · Roi blanc sur case noire a1 | Pion noir sur case blanche h7 · Pion noir sur case blanche g6 · Dame blanche sur case noire c5 · Roi noir sur case blanche d5 · Pion blanc sur case noire g5 · Pion blanc sur case noire b4 · Dame noire sur case blanche g4 · Pion blanc sur case noire h4 · Pion blanc sur case noire a3 · Roi blanc sur case noire a1 | 1 |
|   | a | b | c | d | e | f | g | h |   |

Aronian 2825 - Caruana 2770, Mémorial Tal 2012, ronde 9
Code ECO : D70. Défense néo-Grunfeld (déviation au 3e coup)
1.d4 Cf6 2.c4 g6 3.f3 d5 4.cxd5 Cxd5 5.e4 Cb6 6.Cc3 Fg7 7.Fe3 0–0 8.Dd2 Cc6 9.0–0–0 Dd6 10.Rb1 Td8 11.Cb5 Dd7 12.d5 a6 13.Cc3 De8 14.De1 Ce5 15.Fe2 e6 16.Fxb6 cxb6 17.f4 Cd7 18.dxe6 Dxe6 19.Cf3 De8 20.Dh4 Ff6 21.Cg5 Cf8 22.Fc4 Rg7 23.Dg3 Fxg5 24.fxg5 Fe6 25.Cd5 Fxd5 26.Fxd5 Td7 27.h4 Tc8 28.a3 Dd8 29.Df2 Ce6 30.Ra2 De7 31.Thf1 b5 32.Td3 Tcc7 33.Rb1 a5 34.g4 a4 35.Tf3 Dd6 36.Tf6 Dc5 37.Dg3 b4 38.axb4 Dc2+ 39.Ra1 a3 40.bxa3 Txd5 41.exd5 Cd4 42.Txf7+ Txf7 43.De5+ Rf8 44.Db8+ Rg7 45.Txf7+ Rxf7 46.Dxb7+ Re8 47.Db8+ Rd7 48.Da7+ Rd6 49.Dxd4 Dc1+ 50.Ra2 Dc2+ 51.Db2 Dc4+ 52.Ra1 Dxg4 53.Df2 Rxd5 54.Dc5+ 1 – 0